# FFH-Gebiet Treene Winderatter See bis Friedrichstadt und Bollingstedter Au

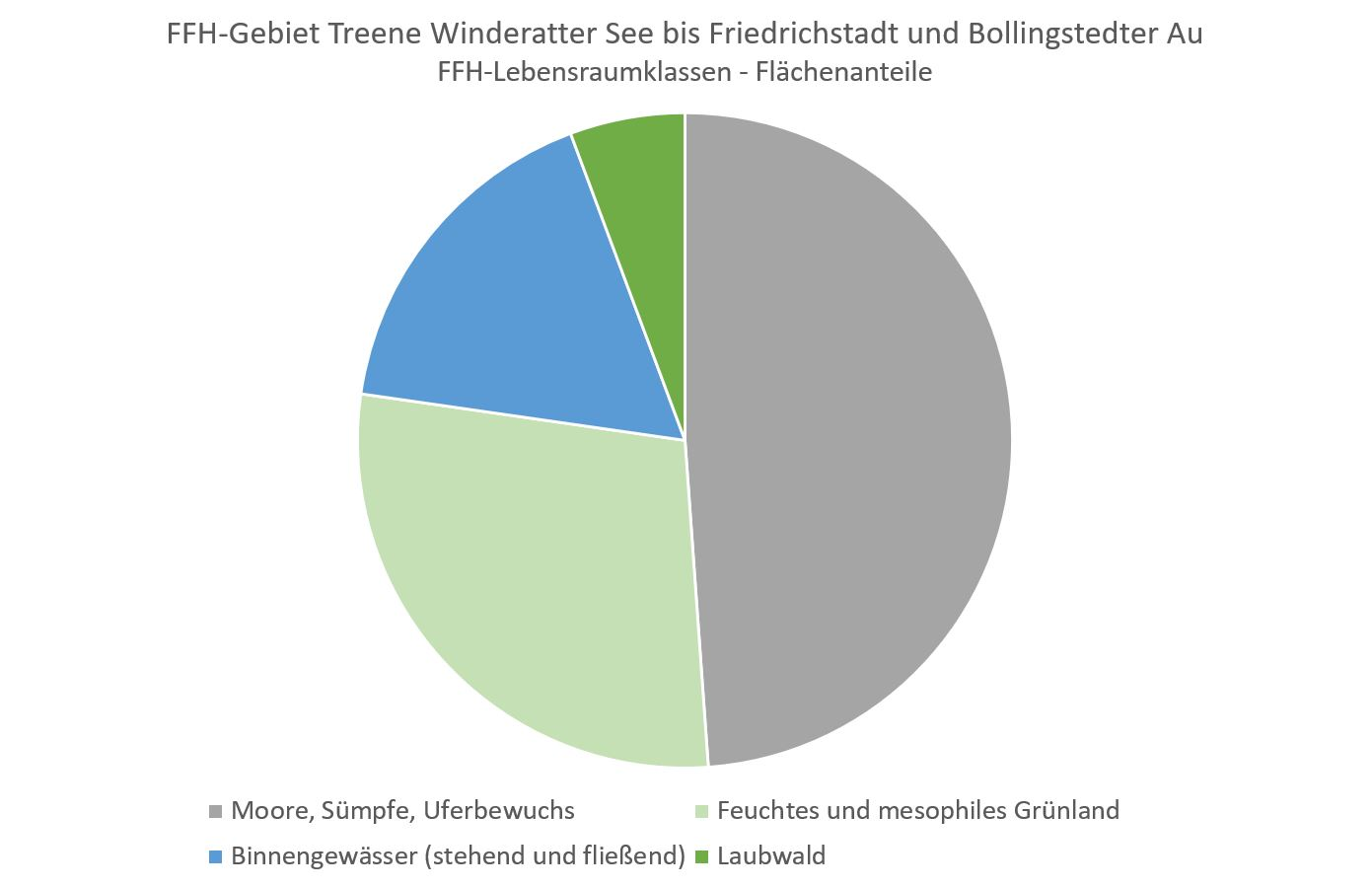
FFH-Lebensraumklassen im Gesamtgebiet

Das FFH-Gebiet Treene Winderatter See bis Friedrichstadt und Bollingstedter Au ist ein NATURA 2000-Schutzgebiet im Bundesland Schleswig-Holstein. Das Gebiet wurde im September 2009 der Europäischen Union als Gebiet von gemeinschaftlicher Bedeutung (GGB) vorgeschlagen, im November 2007 als solches von der EU bestätigt und im Januar 2010 gemäß § 32 Absatz 2 bis 4 BNatSchG in Verbindung mit § 23 LNatSchG zum Besonderen Erhaltungsgebiet (BEG) erklärt. Es hat eine Fläche von 2906 ha. Die größte Ausdehnung liegt in Richtung Südwest und beträgt ca. 54 km Luftlinie. Es ist ein zusammenhängendes Gewässersystem aus Fließgewässern, die sich teilweise zu Seen verbreitern, sowie ein naheliegendes Moor. Es beginnt mit 38 Metern über NN in der Nähe der Wasserscheide der kimbrischen Halbinsel am Winderatter See in der Landschaft Angeln bei Sörup im Kreis Schleswig-Flensburg (Lage) und endet in Friedrichstadt im Kreis Nordfriesland an der Schleuse zur Eider auf Meeresniveau (Lage). Es durchquert damit die drei großen Landschaftsräume Schleswig-Holsteinisches Hügelland über die Geest bis zur Marsch. Auf Grund der großen Ausdehnung und der damit hohen Anzahl von Eigentümern und Anliegern wurde das FFH-Gebiet in 6 Teilgebiete unterteilt, für die jeweils ein eigener Managementplan für die Erhaltungs- und Entwicklungsziele erstellt wurde. Es handelt sich um die Teilgebiete „Winderatter See und Kielstau“, „Schmiedekrug bis Eggebek“, „Eggebek bis Hollingstedt (mittlere Treene)“, „Treene von Hollingstedt bis Friedrichstadt“, „NSG Wildes Moor“ und „SHSL-Flächen“ (Flächen der Schleswig-Holsteinischen Landesforsten).

## FFH-Teilgebiet Winderatter See und Kielstau
Das FFH-Teilgebiet hat eine Fläche von 148,7 ha. Der Winderatter See liegt 3 km östlich von Ausacker in Mittelangeln. Das Teilgebiet grenzt im Osten an die Bahnlinie Flensburg-Kiel bei Neuseegard, einem Ortsteil der Gemeinde Sörup und im Westen an der Landesstraße L 23 in Schmiedekrug, einem Ortsteil von Freienwill. Der Ostteil mit dem Winderatter See liegt fast vollständig im Landschaftsschutzgebiet „Winderatter See“. Dieses hat damit einen Anteil von 4 % des FFH-Gesamtgebietes. Die Kielstau entspringt ca. 2 km östlich des Winderatter Sees, unterquert die Bahnlinie Flensburg–Kiel, fließt nach ca. 100 m in den Winderatter See und verlässt ihn nach Westen.
Der Winderatter See war von 1487 bis 1845 ein aufgestauter Mühlenteich, dessen Wasserfläche fünfzehn mal größer war als heute. Die Wassermühle befand sich in Ausacker. Um neues Weide- und Ackerland zu erschließen, wurde die Wassermühle durch eine Holländerwindmühle in Ausacker ersetzt. So konnte der Wasserstand im Winderatter See auf den heutigen Wert abgesenkt werden.
Das FFH-Teilgebiet verengt sich im weiteren Verlauf zu einem 10 m breitem Streifen rechts und links der Kielstau durch Ausacker und Kleinsolt bis nach Schmiedekrug. Im Dezember 2011 wurde der erste Managementplan für das FFH-Gesamtgebiet erstellt. Am 23. Oktober 2013 wurde für das FFH-Teilgebiet Winderatter See und Kielstau ein gesonderter Managementplan erstellt.

### FFH-Erhaltungsgegenstand
Mit Stand Mai 2017 wurden der Europäischen Umweltbehörde folgendes gemeldet:
3 FFH-Lebensraumtypen nach Anhang I FFH-Richtlinie, siehe auch Bestandskarte:
- Natürliche eutrophe Seen mit einer Vegetation des Magnopotamions oder Hydrocharitions
- Flüsse der planaren bis montanen Stufe mit Vegetation des Ranunculion fluitantis und des Callitricho-Batrachion
- Waldmeister-Buchenwald

4 FFH-Arten nach Anhang II und IV FFH-Richtlinie:
- Steinbeißer
- Laubfrosch
- Bachneunauge
- Nördlicher Kammmolch

### FFH-Erhaltungsziele
Aus den FFH-Erhaltungsgegenständen wurden folgende FFH-Erhaltungsziele definiert und näher beschrieben:
3 Ziele für Lebensraumtypen von gemeinschaftlichem Interesse:
- Natürliche eutrophe Seen mit einer Vegetation des Magnopotamions oder Hydrocharitions
- Flüsse der planaren bis montanen Stufe mit Vegetation des Ranunculion fluitantis und des Callitricho-Batrachion
- Waldmeister-Buchenwald

3 Ziele für Lebenrsraumtypen und Arten von gemeinschaftlichem Interesse:
- Kammmolch
- Bachneunauge
- Steinbeißer

### FFH-Analyse und Bewertung

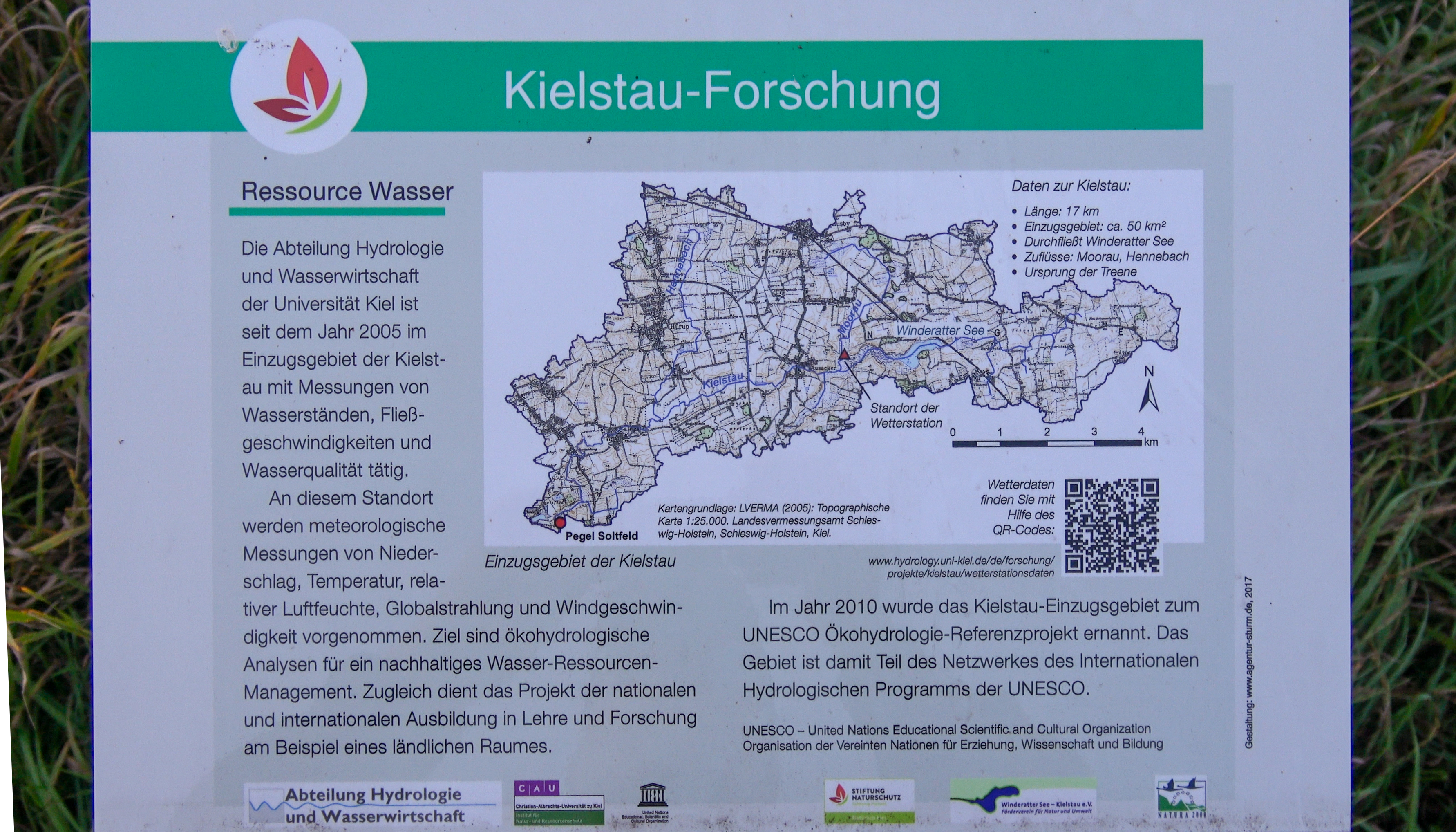
Hinweistafel UNESCO-Hydrologie Referenzprogramm

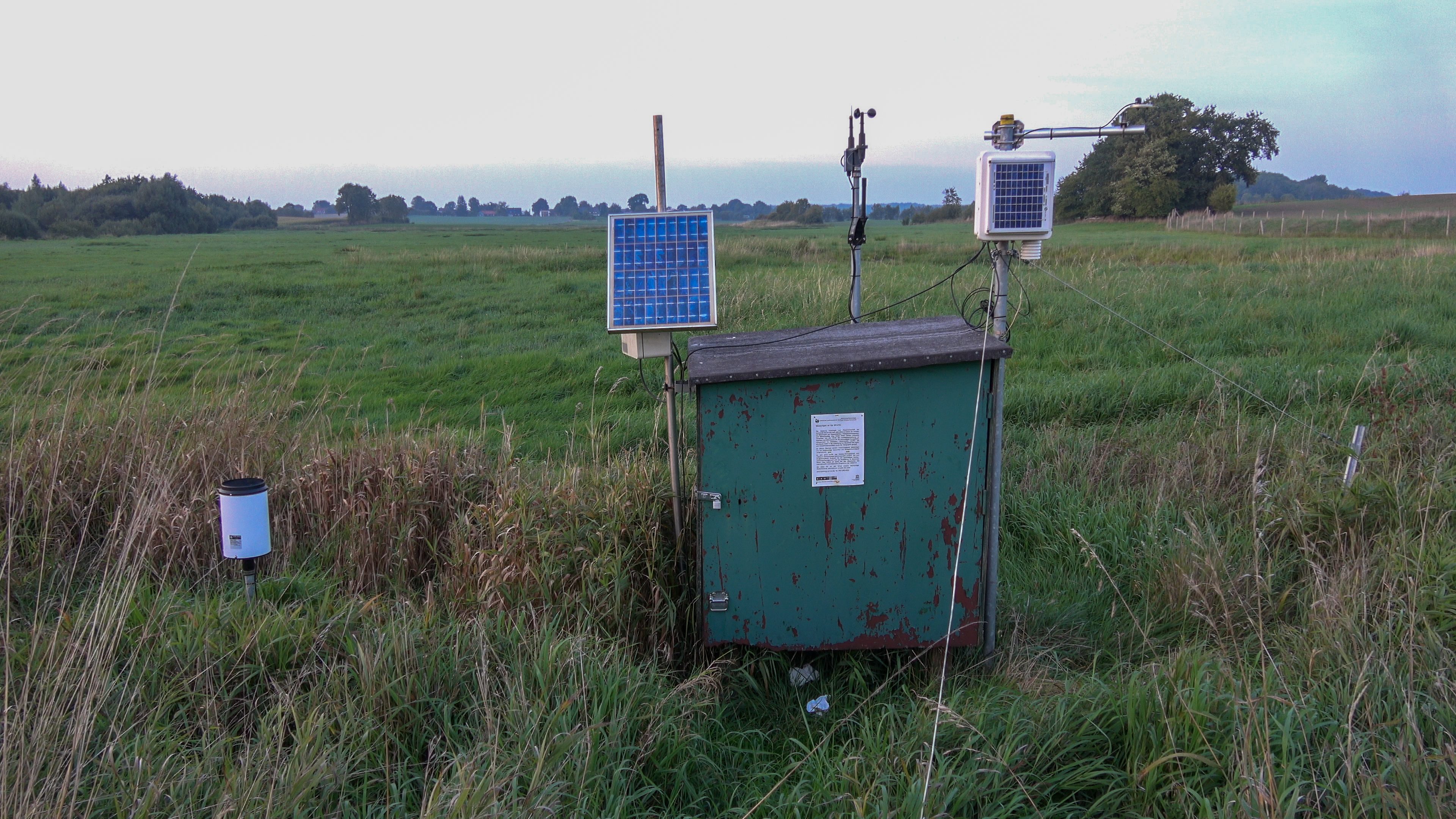
Messstation an der Kielstau in Ausacker

Das Kapitel Analyse und Bewertung beschäftigt sich mit dem ökologischen Zustand des Winderatter Sees, der Kielstau und den sie umgebenden Wiesen und Wäldern. Der See droht wegen der Überdüngung aus den Zuflüssen der Kielstau zu verlanden. Dies stellt eine Gefahr z. B. für den Steinbeißer dar. Die Kielstau hat im weiteren Verlauf zahlreiche Zuflüsse aus intensiv genutzten landwirtschaftlichen Flächen, deren Nährstoffeinträge der kleinen Bachmuschel am Unterlauf der Treene die Lebensgrundlage nehmen könnte. Die extensiv genutzte Weidelandschaft, die den See umgibt, trägt langfristig zur Verringerung des Nährstoffeintrags und Erhöhung der Artenvielfalt bei. Die Abteilung Hydrologie und Wasserwirtschaft der Christian-Albrechts-Universität in Kiel hat am Auslaufgebiet der Kielstau aus dem Winderatter See eine automatische Messstation zur Erforschung der Zusammenhänge zwischen Klimaveränderungen und Hydrologie von Flussniederungen eingerichtet. Das Kielstau-Einzugsgebiet wurde 2010 zum UNESCO-Hydrologie Referenzprogramm erklärt, siehe Bilder.

### FFH-Maßnahmenkatalog
Aus der Analyse und Bewertung wurde ein Maßnahmenkatalog erstellt. Seit den 90er Jahren des vorigen Jahrhunderts wurden durch die Stiftung Naturschutz Schleswig-Holstein der Großteil der Flächen des Teilgebietes aufgekauft. Daneben gibt es mehrere Institutionen, die den dortigen Naturschutz seit Jahren unterstützen. Dazu zählen insbesondere die Kurt und Erika Schrobach-Stiftung, der Obere Treenelandschaft e.V., der Winderatter See – Kielstau e.V. und der Wasser- und Bodenverband Obere Treene.

### FFH-Erfolgskontrolle und Monitoring der Maßnahmen
In Schleswig-Holstein wird alle 6 Jahre stichprobenartig die Umsetzung der Maßnahmen überprüft. Damit wäre die nächste Erfolgskontrolle 2019 fällig gewesen. Ein Beispiel für die Wirksamkeit der Maßnahmen ist ein Vergleich der Wiesenpilzarten auf den extensiv beweideten Flächen zwischen 2016 und 2019. Danach zählt das Gebiet um den Winderatter See zu den 10 bedeutendsten Standorten in Europa. Die Erhaltung des Steinbeißers als Fischart in der Kielstau und den Zuflüssen ist eines der erklärten FFH-Erhaltungsziele. Zur Feststellung des tatsächlichen Fischbestandes im Winderatter See, der Kielstau und deren Zuflüsse Moorau und Dammende wurde vom Landesverband der Wasser- und Bodenverbände eine Studie in Auftrag gegeben. Darin wurden nur wenige Exemplare an Steinbeißern gezählt. Von 2006 bis 2012 wurde für die Berichtsperiode 2007–2012 ein FFH-Folgemonitoring mit Kartierung der FFH-Lebensraum- und Biotoptypen für das Teilgebiet fertiggestellt. Die Übersichtskarte 1 von 6 zeigt die Anzahl und Lage der Teilkarten 1 bis 5 für dieses FFH-Teilgebiet.
- Karte 1 Winderatter See (Osthälfte): FFH-Lebensraumtypen[10], FFH-Biotoptypen[20]
- Karte 2 Winderatter See (Westhälfte): FFH-Lebensraumtypen,[21] FFH-Biotoptypen[22]
- Karte 3 Kielstau bei Ausacker: FFH-Lebensraumtypen[23], FFH-Biotoptypen[24]
- Karte 4 Kielstau von Ausacker bis Kleinsoltholz: FFH-Lebensraumtypen[25], FFH-Biotoptypen[26]
- Karte 5 Kielstau von Kleinsoltholz bis Kleinsoltfeld: FFH-Lebensraumtypen[27], FFH-Biotoptypen[28]

### Bildergalerie

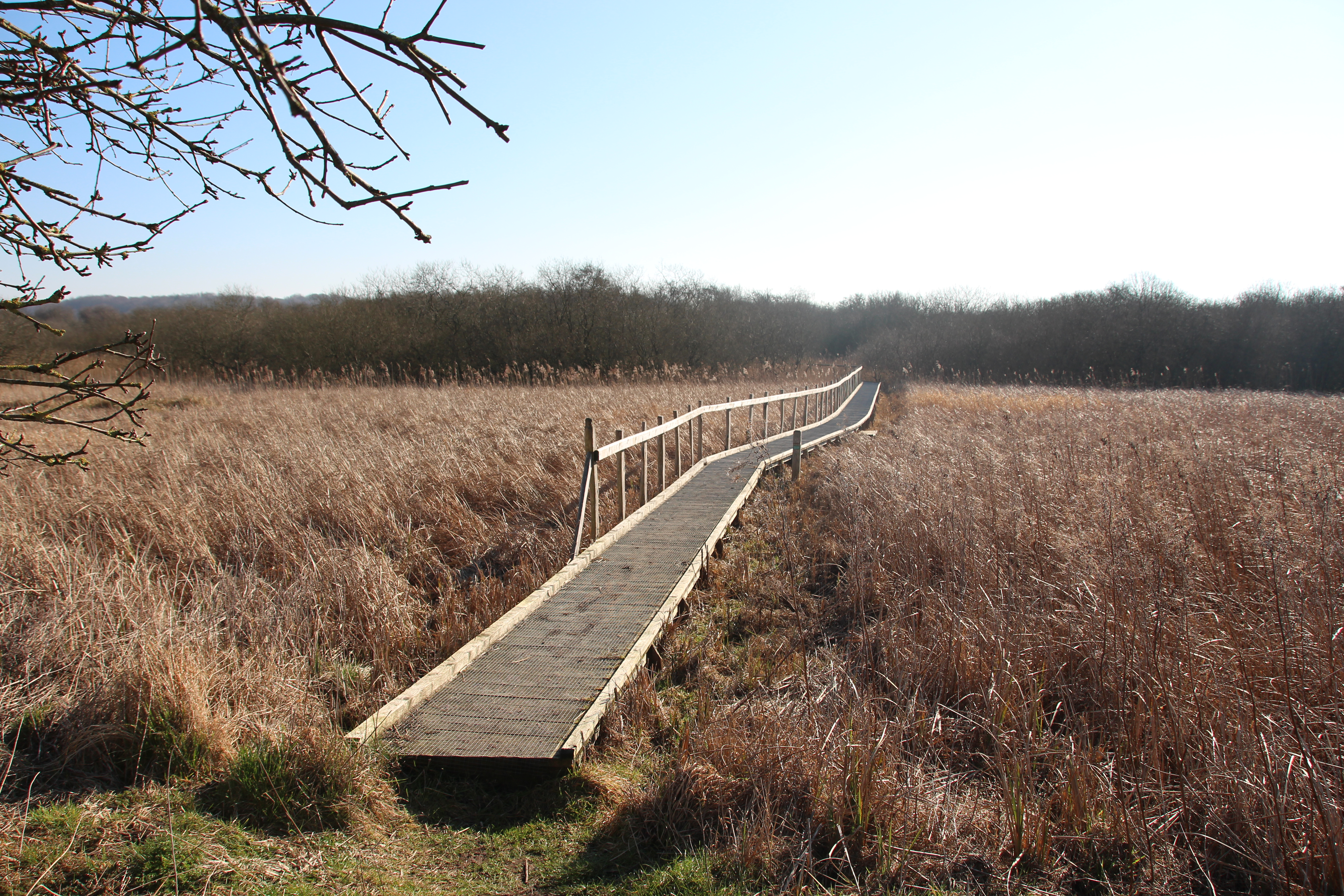
Bohlenweg über das Schilfgebiet im Westen des Winderatter Sees
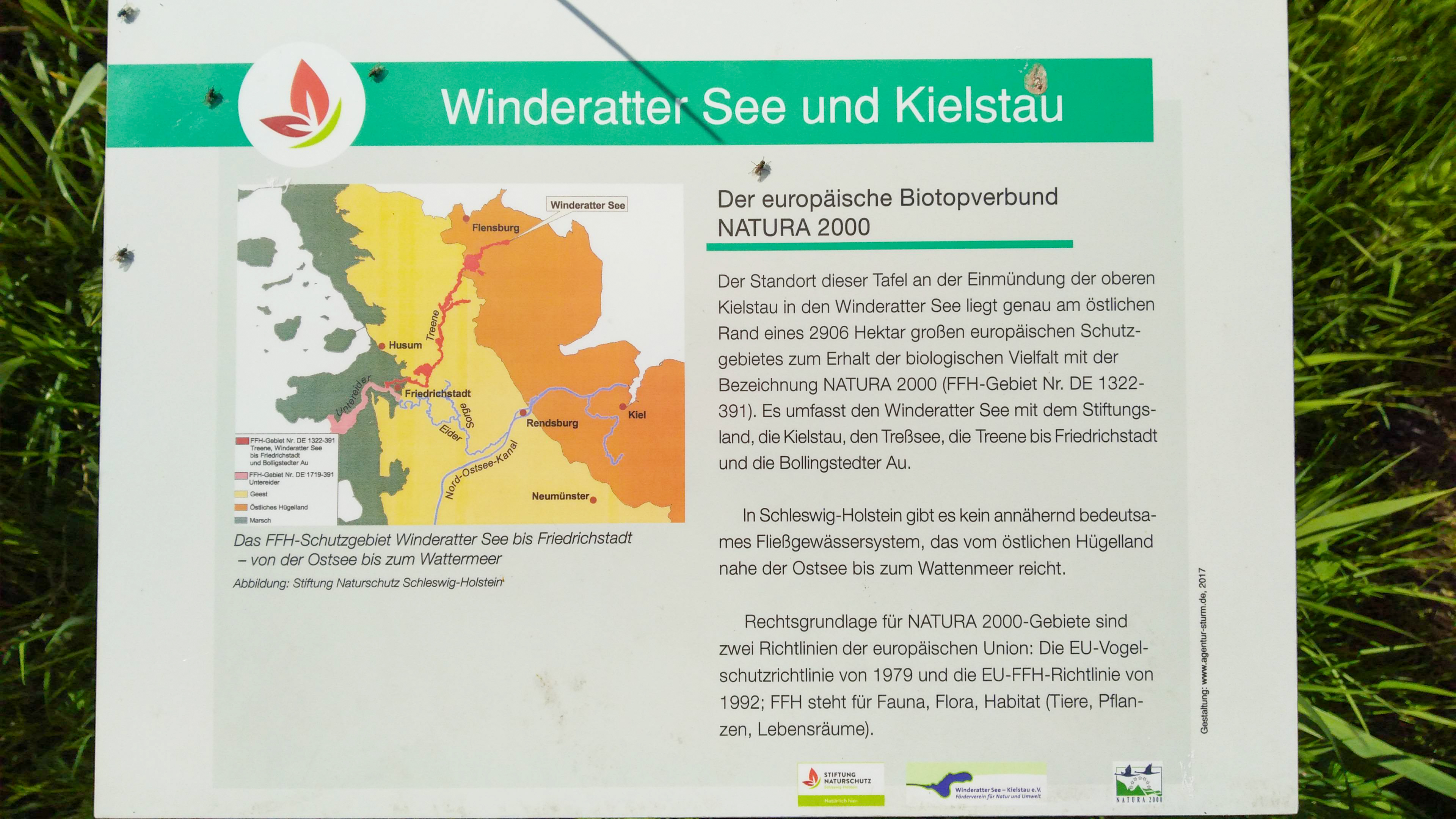
FFH-Hinweistafel am Ostrand des Winderatter Sees
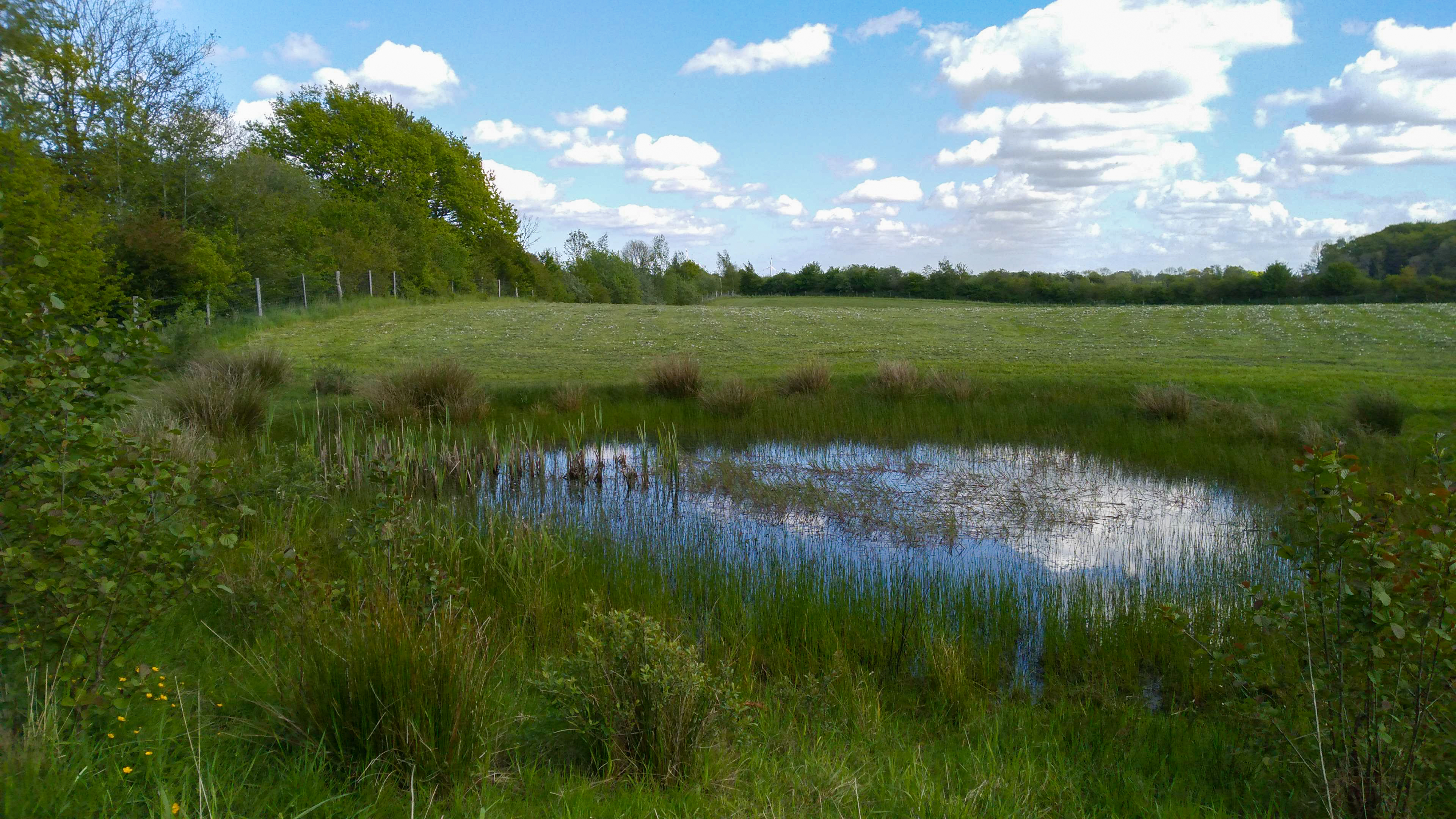
Kleinbiotop am Nordrand des Winderatter Sees
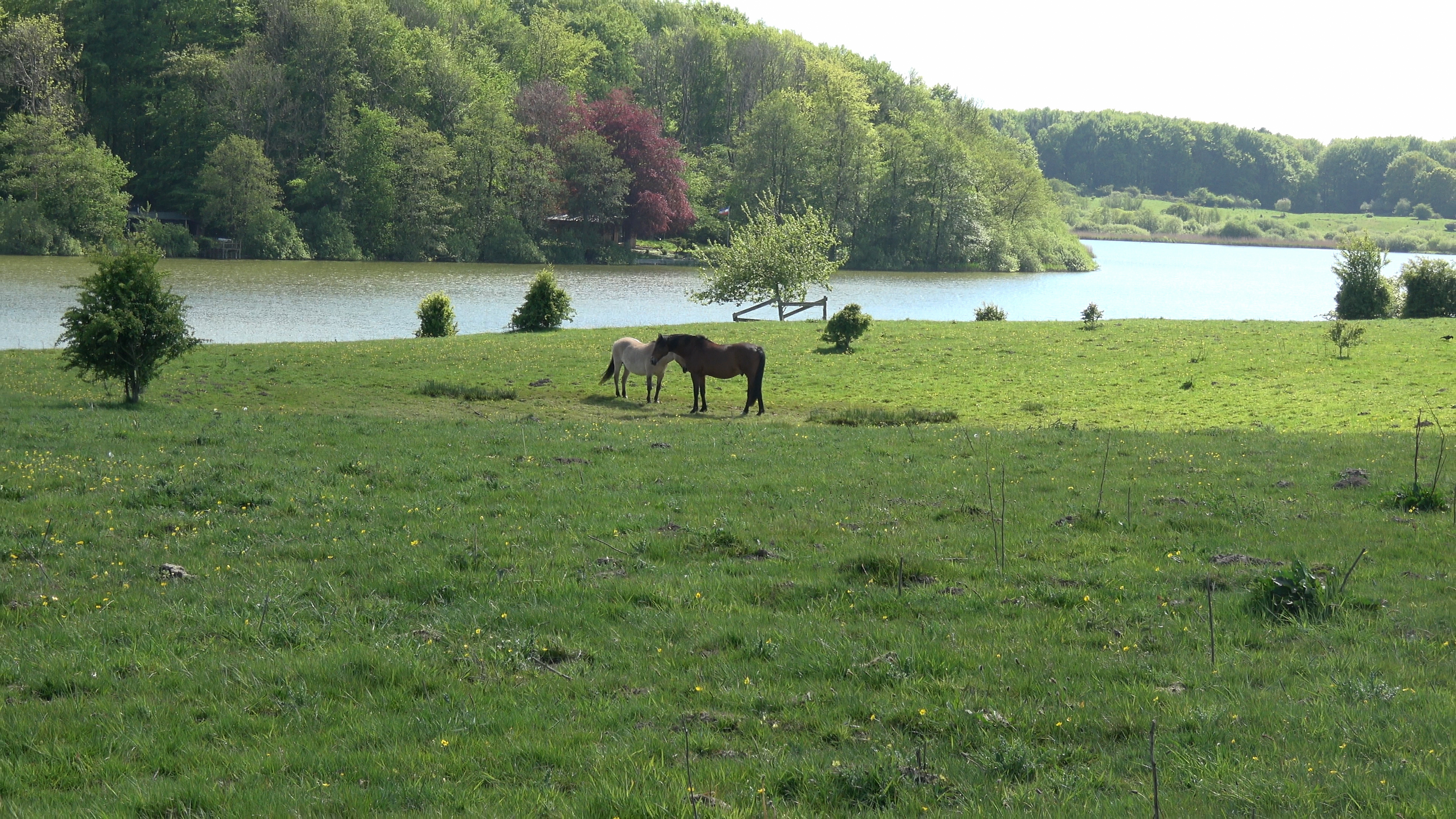
Nordostrand des Winderatter Sees
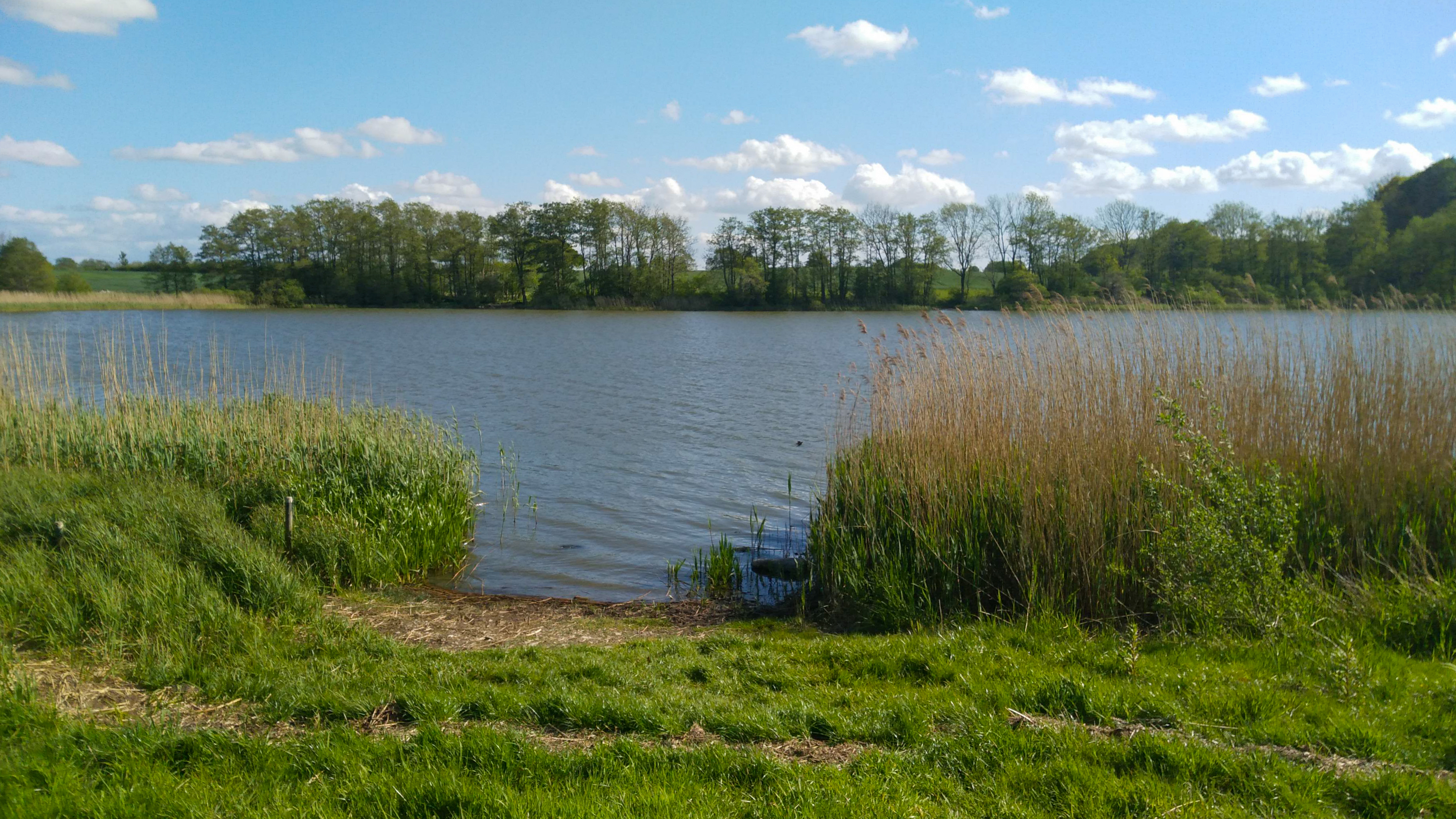
Wasserstelle für die Weidetiere am Nordufer des Winderatter Sees
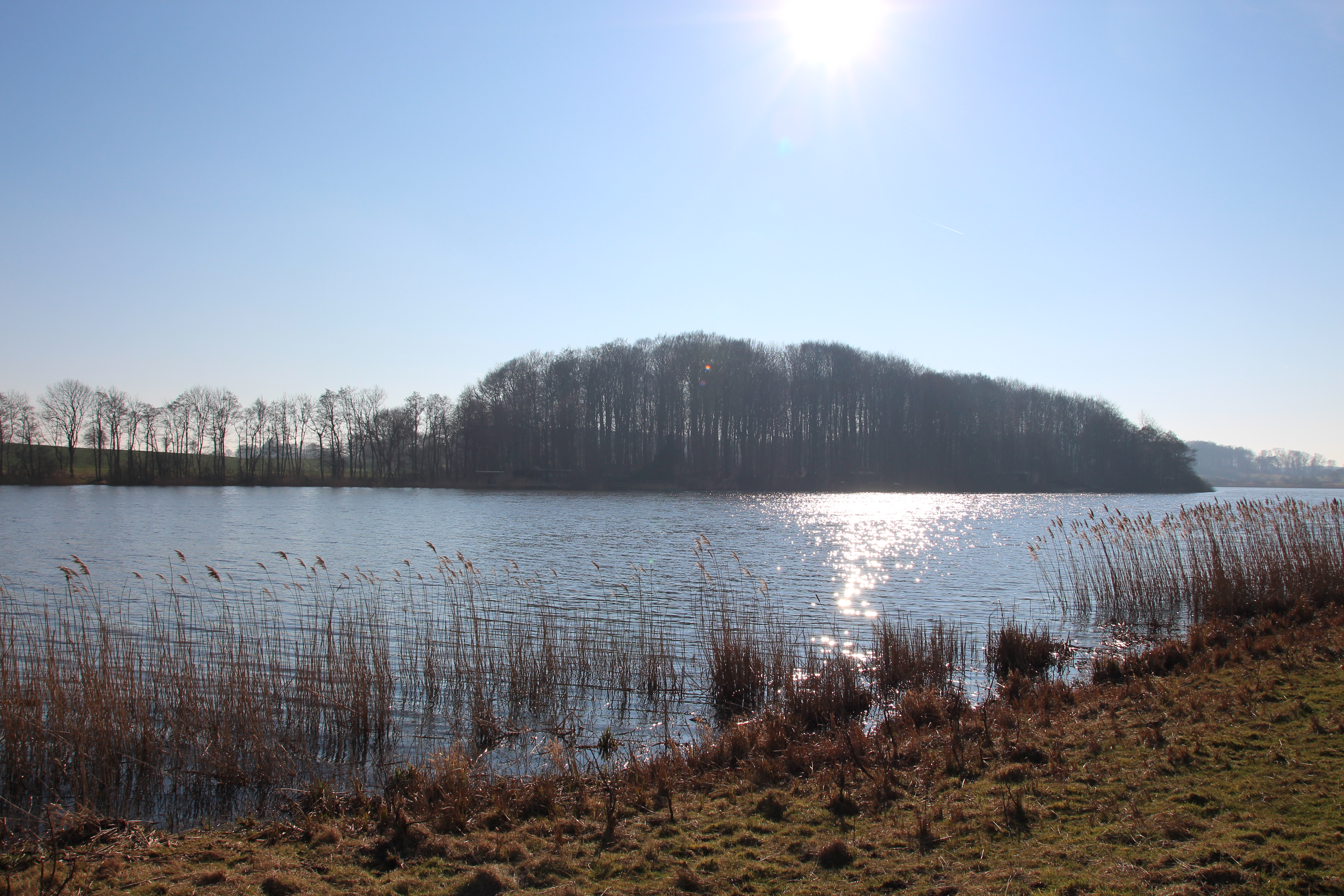
Winderatter See im Winter

## FFH-Teilgebiet Schmiedekrug bis Eggebek

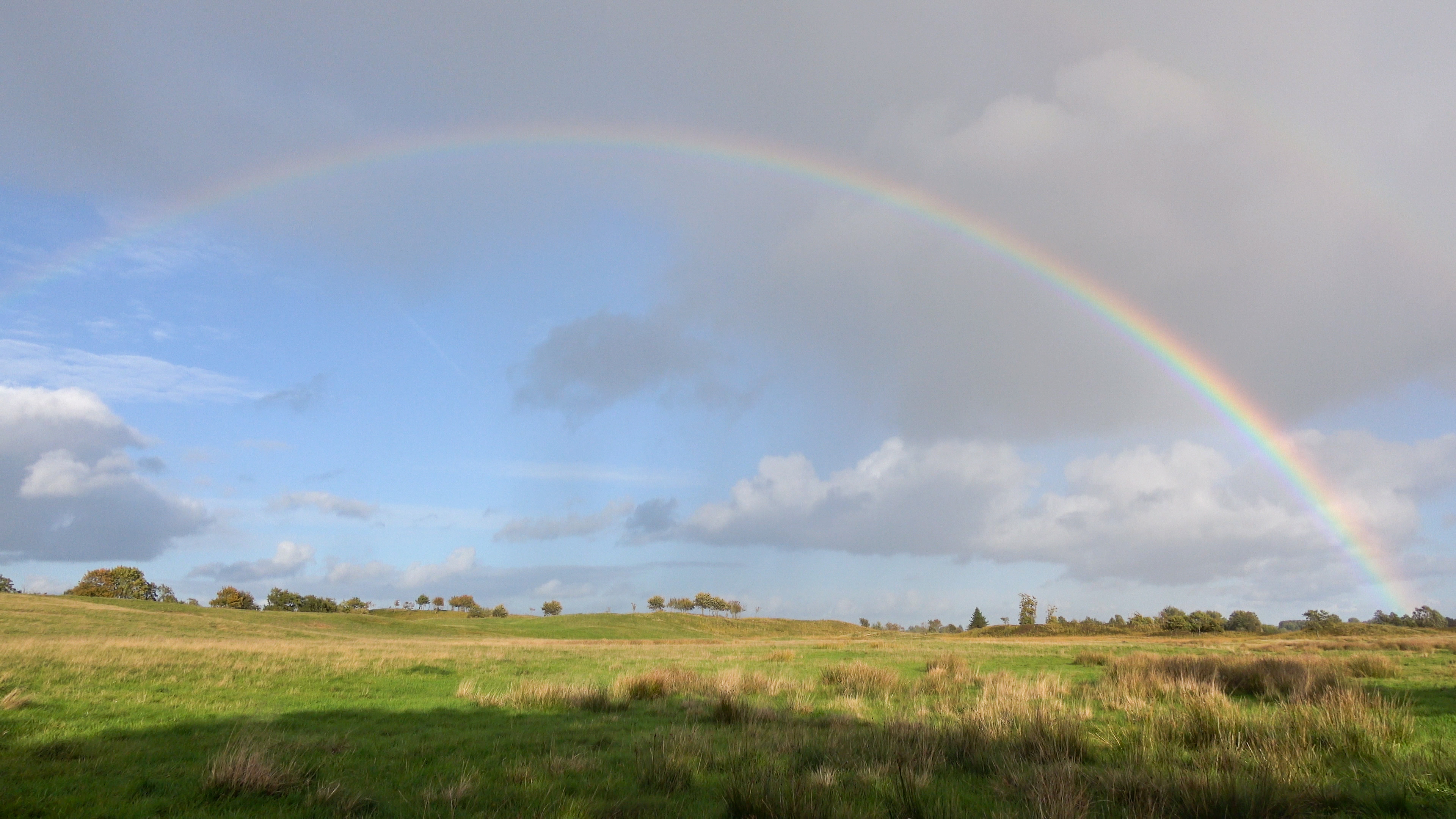
Regenbogen über den Dünen am Treßsee

Das Teilgebiet „Schmiedekrug bis Eggebek“ beginnt nach der Unterquerung der L23 durch die Kielstau im Ortsteil Schmiedekrug in der Gemeinde Freienwill. Oberhalb des Treßsees erweitert sich das Teilgebiet zu einer Binnendünenlandschaft. Die Kielstau mündet etwa 500 m vor dem Treßsee in die Bondenau und diese in den Treßsee. Nach Durchquerung des Sees heißt die Bondenau dann Treene. In Oeversee wendet sich die Treene nach Süden bis zum Ende des Teilgebietes in Eggebek. Das Gebiet liegt fast vollständig im NSG Obere Treenelandschaft. In Keelbekfeld verlässt die Treene das NSG. Der südliche und westliche Rand des FFH-Teilgebietes grenzt zwischen Treßsee und der Bundesstraße B76 in weiten Teilen an das FFH-Gebiet „Wald-, Moor- und Heidelandschaft der Fröruper Berge und Umgebung“. In Tüdal, auf halber Strecke zwischen Tarp und Eggebek, befindet sich auf der Ostseite der Treene ein archäologisches Bodendenkmal. Es handelt sich um die 330 m langen Überreste eines „Angelbowegs“. Die FFH-Erhaltungsgegenstände und -ziele sind 2018 als Anlage 2 in die Landesverordnung übernommen worden, soweit sie im Gültigkeitsbereich der beiden FFH-Gebiete liegen. Die beiden FFH-Gebiete befinden sich ebenfalls teilweise auf dem am 15. April 2008 verkündeten Landschaftsschutzgebiet „Oberes Treenetal und Umgebung“ des Kreises Schleswig-Flensburg. Auch in der zugehörigen Kreisverordnung werden die FFH-Erhaltungsgegenstände und -ziele der beiden FFH-Gebiete festgeschrieben, soweit sie Teil des Landschaftsschutzgebietes sind.
Für das FFH-Teilgebiet Schmiedekrug bis Eggebeck wurde noch kein FFH-Managementplan aufgestellt. Da aber für das Teilgebiet bereits ein Naturschutzgroßprojekt Obere Treenelandschaft vom Land Schleswig-Holstein mit NATURA 2000-Bezug begonnen hatte, wurde der hierfür im Januar 2006 erstellte Pflege- und Entwicklungsplan als Managementplan anerkannt. Er ist aber von der Systematik und Terminologie grundsätzlich nicht vergleichbar mit der eines FFH-Managementplanes. Die folgenden Angaben in der FFH-Terminologie sind der o. e. Anlage 2 der VO über das NSG Obere Treenelandschaft aus dem Jahre 2018 entnommen:

### FFH-Erhaltungsgegenstand
Es werden nach FFH-Richtlinie aufgeführt:
- 18 Lebensraumtypen von besonderer Bedeutung nach Anhang I
- 5 Arten von besonderer Bedeutung nach Anhang II und IV
- 1 Lebensraumtyp von Bedeutung nach Anhang I
- 2 Arten von Bedeutung nach Anhang II und IV

### FFH-Erhaltungsziele
Aus den FFH-Erhaltungsgegenständen wurden folgende FFH-Erhaltungsziele definiert und näher beschrieben:
- 17 Lebensraumtypen von besonderer Bedeutung nach Anhang I
- 5 Arten von besonderer Bedeutung nach Anhang II und IV
- 1 Lebensraumtyp von Bedeutung nach Anhang I
- 2 Arten von Bedeutung nach Anhang II und IV

### FFH-Analyse und Bewertung
Keine Angaben

### FFH-Maßnahmenkatalog
Ein FFH-Maßnahmenkatalog liegt nicht vor. Es gelten die Maßnahmen aus dem Pflege- und Entwicklungsplan des Naturschutzgroßprojektes Obere Treenelandschaft.

### FFH-Erfolgskontrolle und Monitoring der Maßnahmen
In Schleswig-Holstein wird für NATURA 2000-Gebiete alle 6 Jahre stichprobenartig die Umsetzung der Maßnahmen überprüft.
Von 2006 bis 2012 wurde für die Berichtsperiode 2007–2012 ein FFH-Folgemonitoring mit Kartierung der FFH-Lebensraum- und Biotoptypen für das Teilgebiet fertiggestellt. Die Übersichtskarten 1 von 6 und 2 von 6 zeigen die Anzahl und Lage der Teilkarten 5 bis 13 des FFH-Teilgebietes:
- Karte 5 Kielstau von Kleinsoltholz bis Kleinsoltfeld: FFH-Lebensraumtypen[27], FFH-Biotoptypen[28]
- Karte 6 Kielstau von Kleinsoltfeld bis zum Eintritt der Bondenau in den Treßsee_: FFH-Lebensraumtypen[45], FFH-Biotoptypen[46]
- Karte 7 Treßsee bis Treene in Augard: FFH-Lebensraumtypen[47], FFH-Biotoptypen[48]
- Karte 8 Treene von Augard bis Oeversee: FFH-Lebensraumtypen[49], FFH-Biotoptypen[50]
- Karte 9 Treene von Oeversee bis Bonzelbek: FFH-Lebensraumtypen[51], FFH-Biotoptypen[52]
- Karte 10 Treene von Bonzelbek bis Tarp: FFH-Lebensraumtypen[53], FFH-Biotoptypen[54]
- Karte 11 Treene von Tarp bis Keelbek: FFH-Lebensraumtypen[55], FFH-Biotoptypen[56]
- Karte 12 Treene von Keelbek bis Tüdal: FFH-Lebensraumtypen[57], FFH-Biotoptypen[58]
- Karte 13 Treene von Tüdal bis Eggebek: FFH-Lebensraumtypen[59], FFH-Biotoptypen[60]

### Bildergalerie

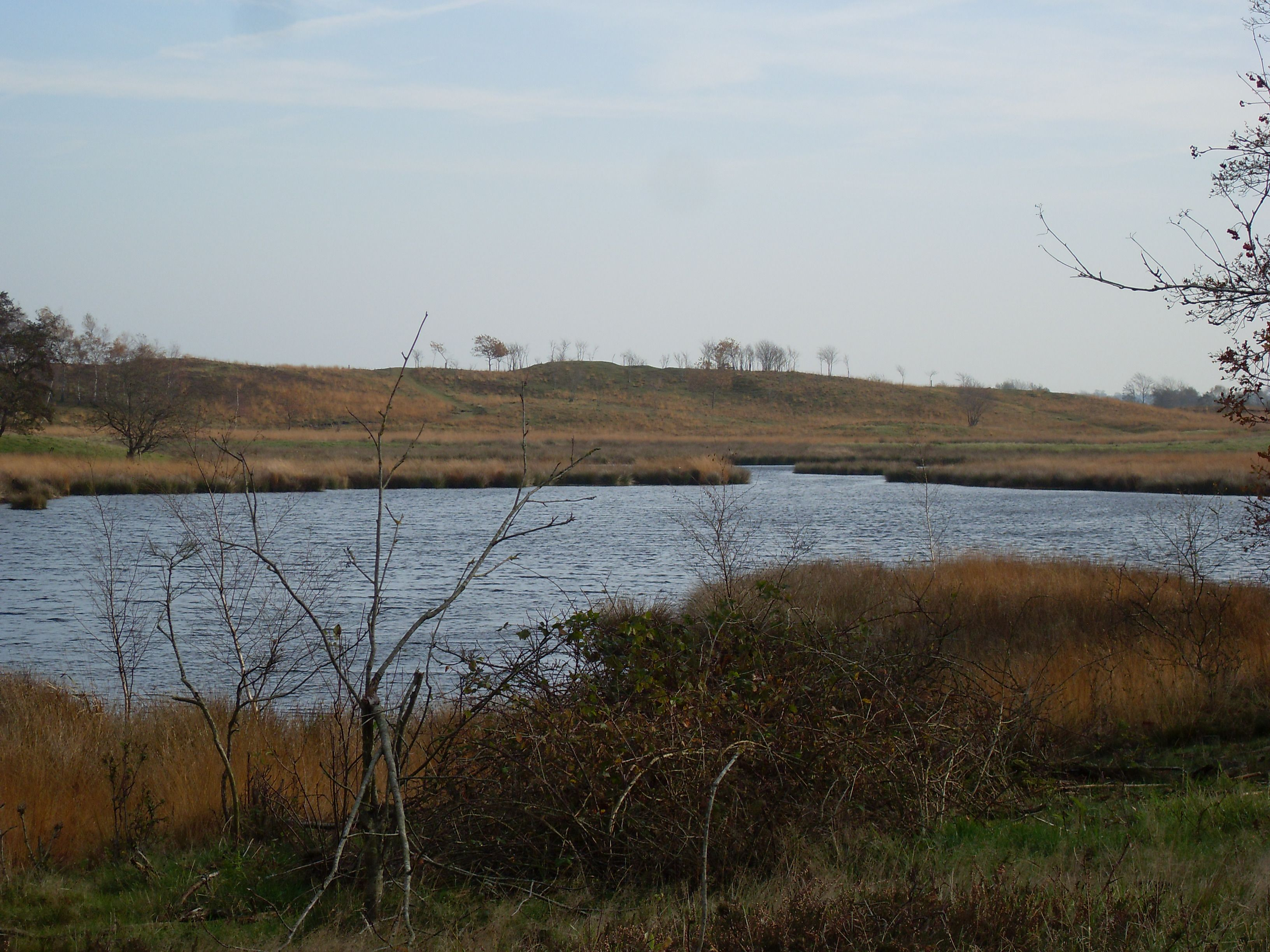
Düne am Treßsee
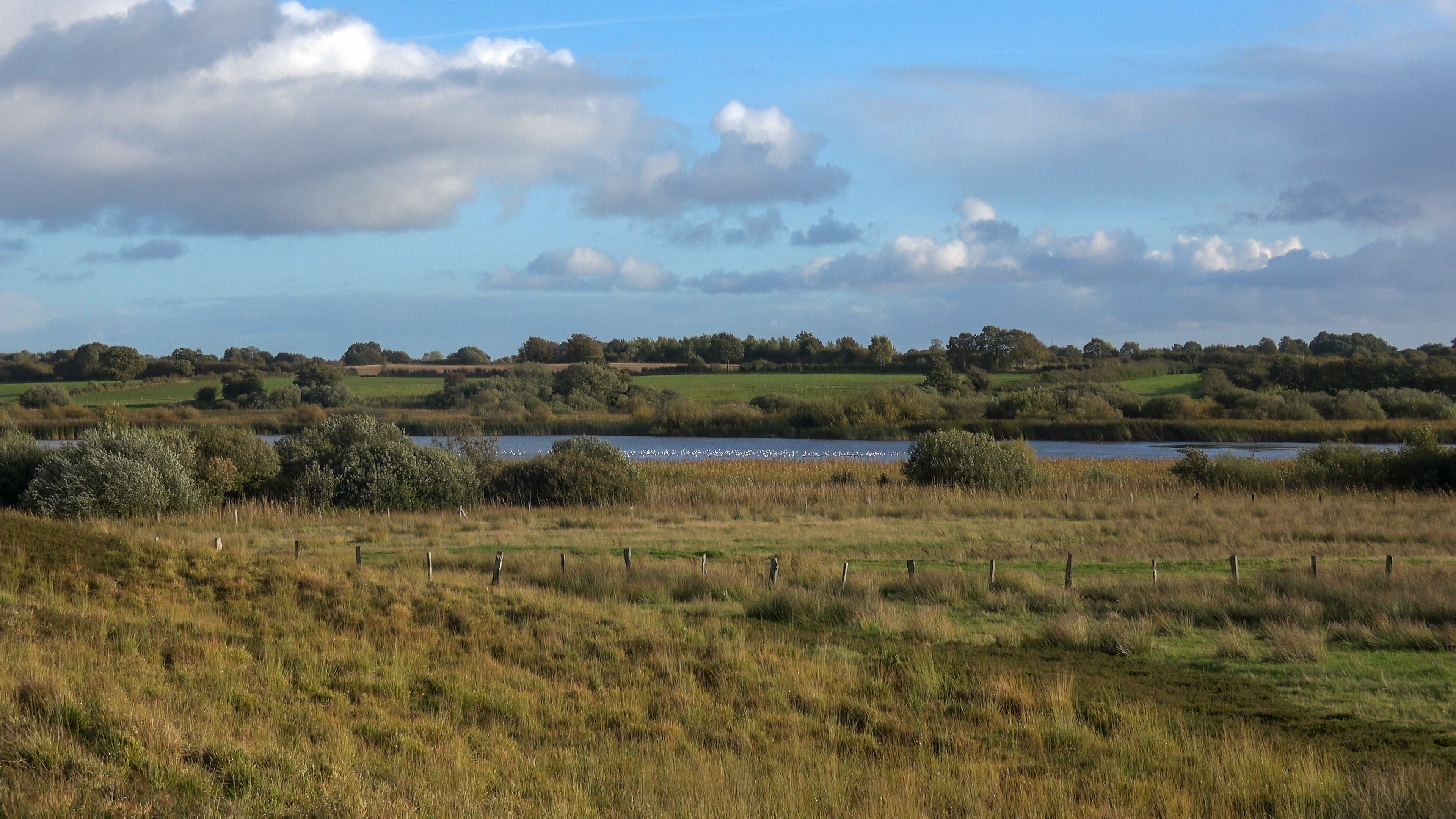
Lachmöwen auf dem Treßsee
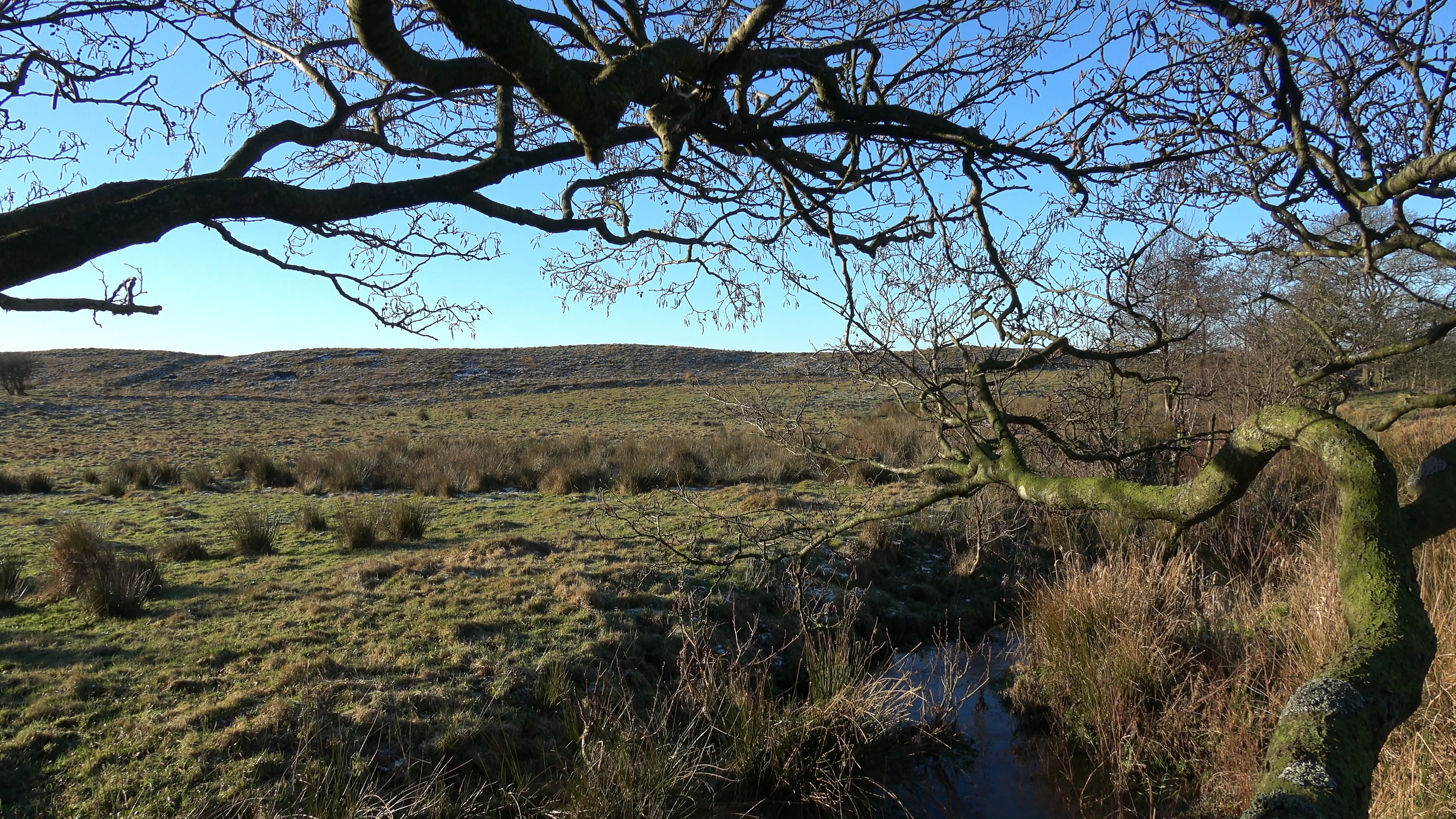
Binnendüne südlich des Julesees
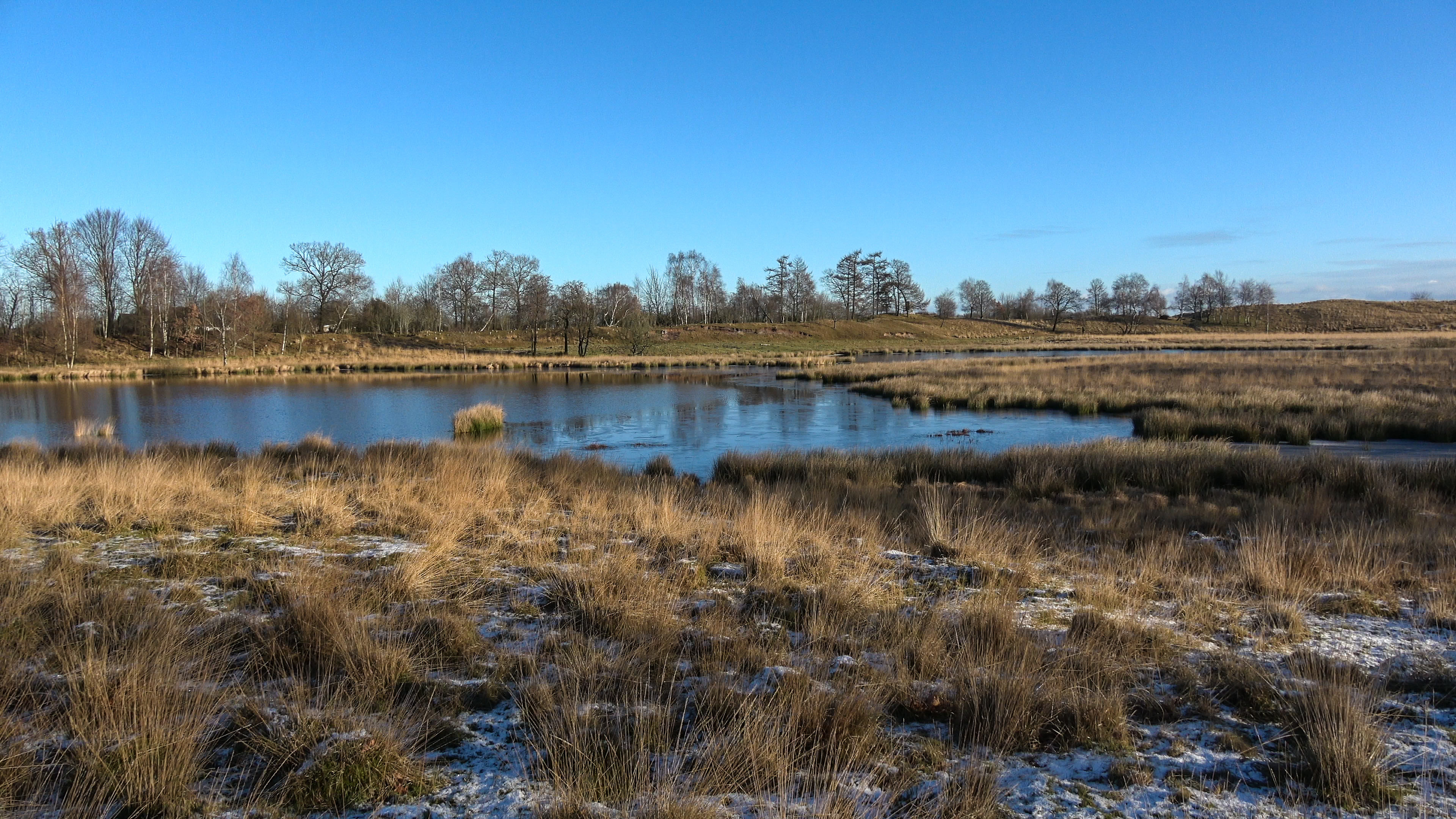
Julesee im Winter
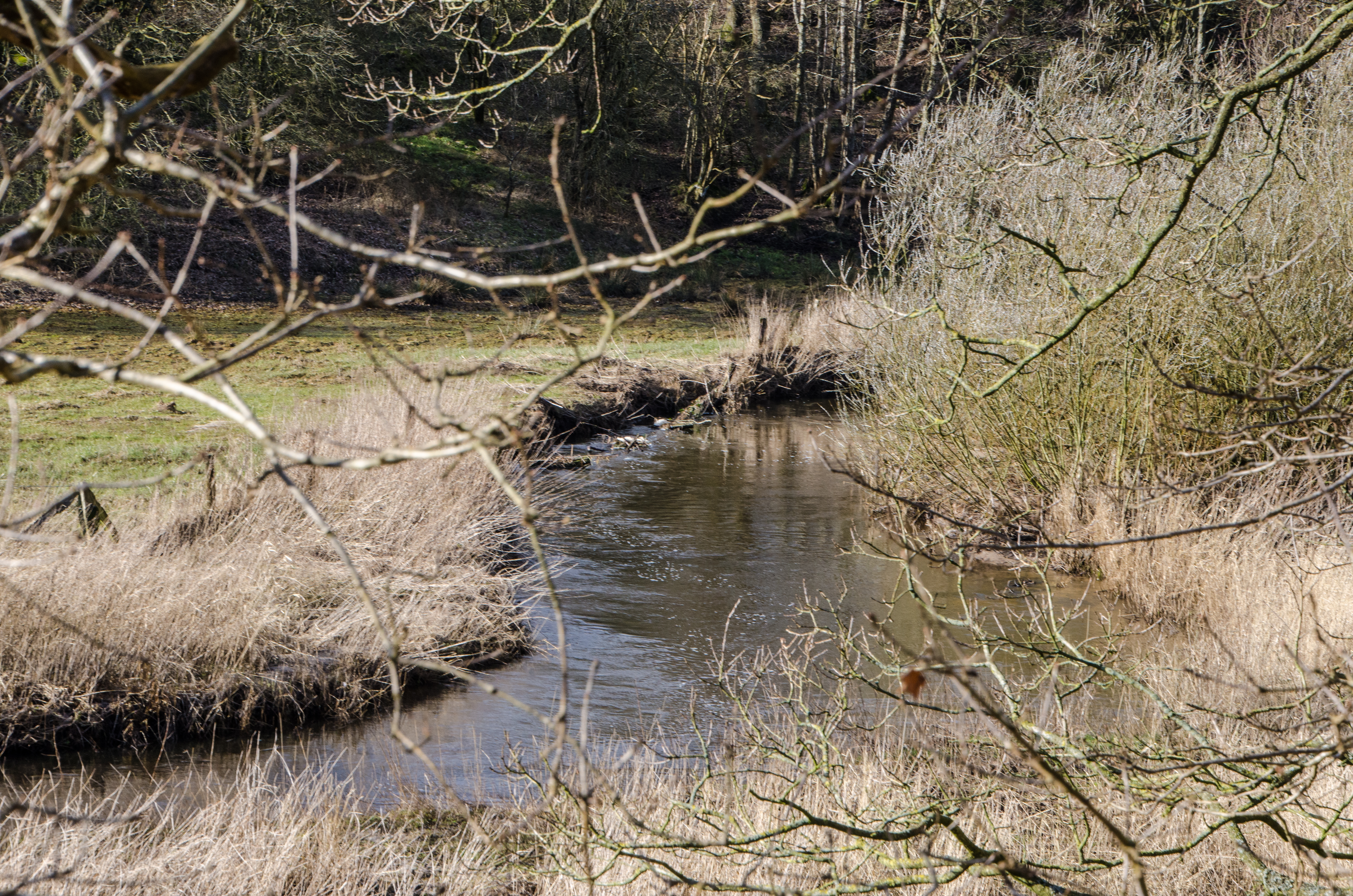
Treenetal südlich Frörup
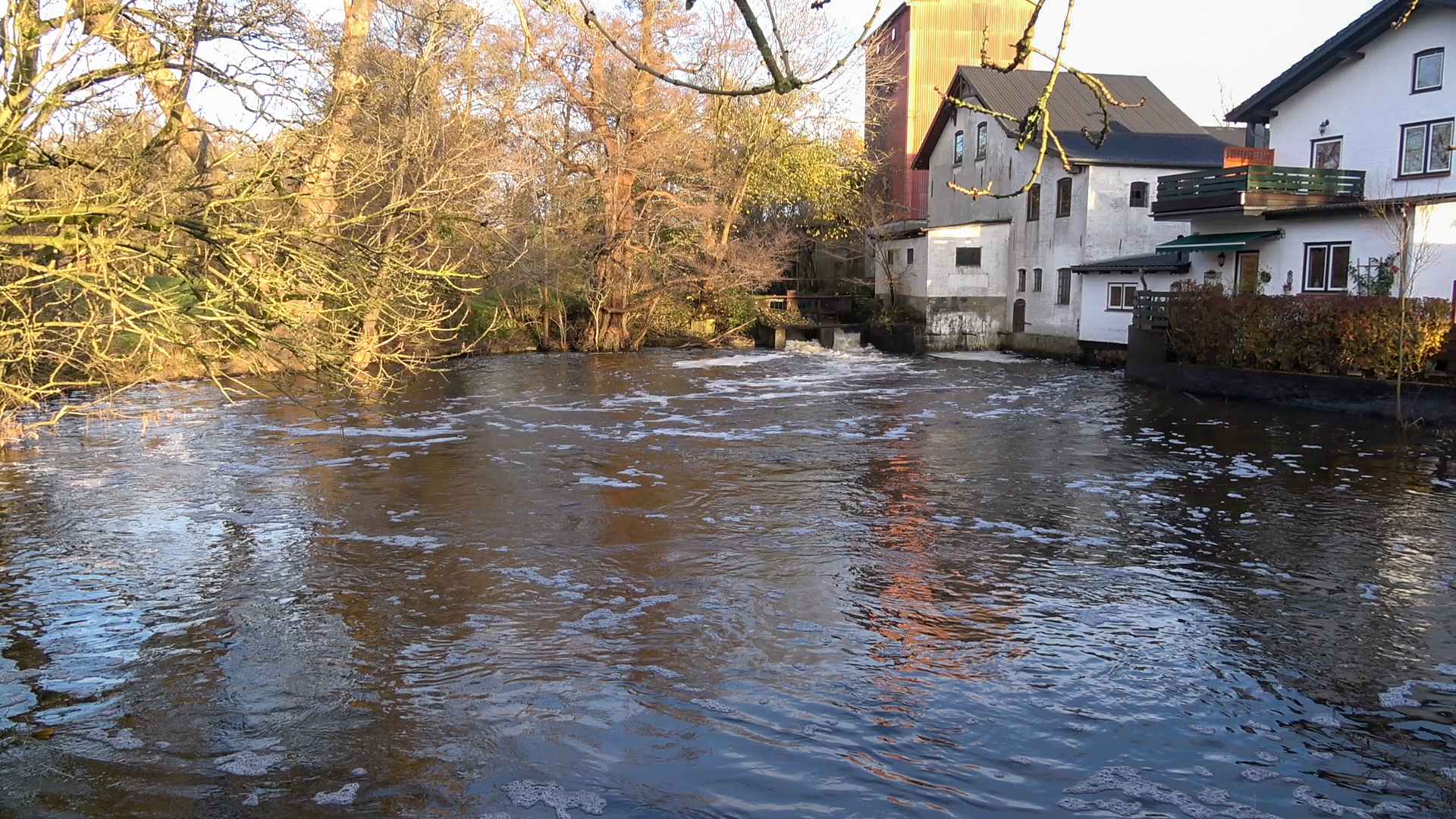
Wassermühle in Frörup an der Treene
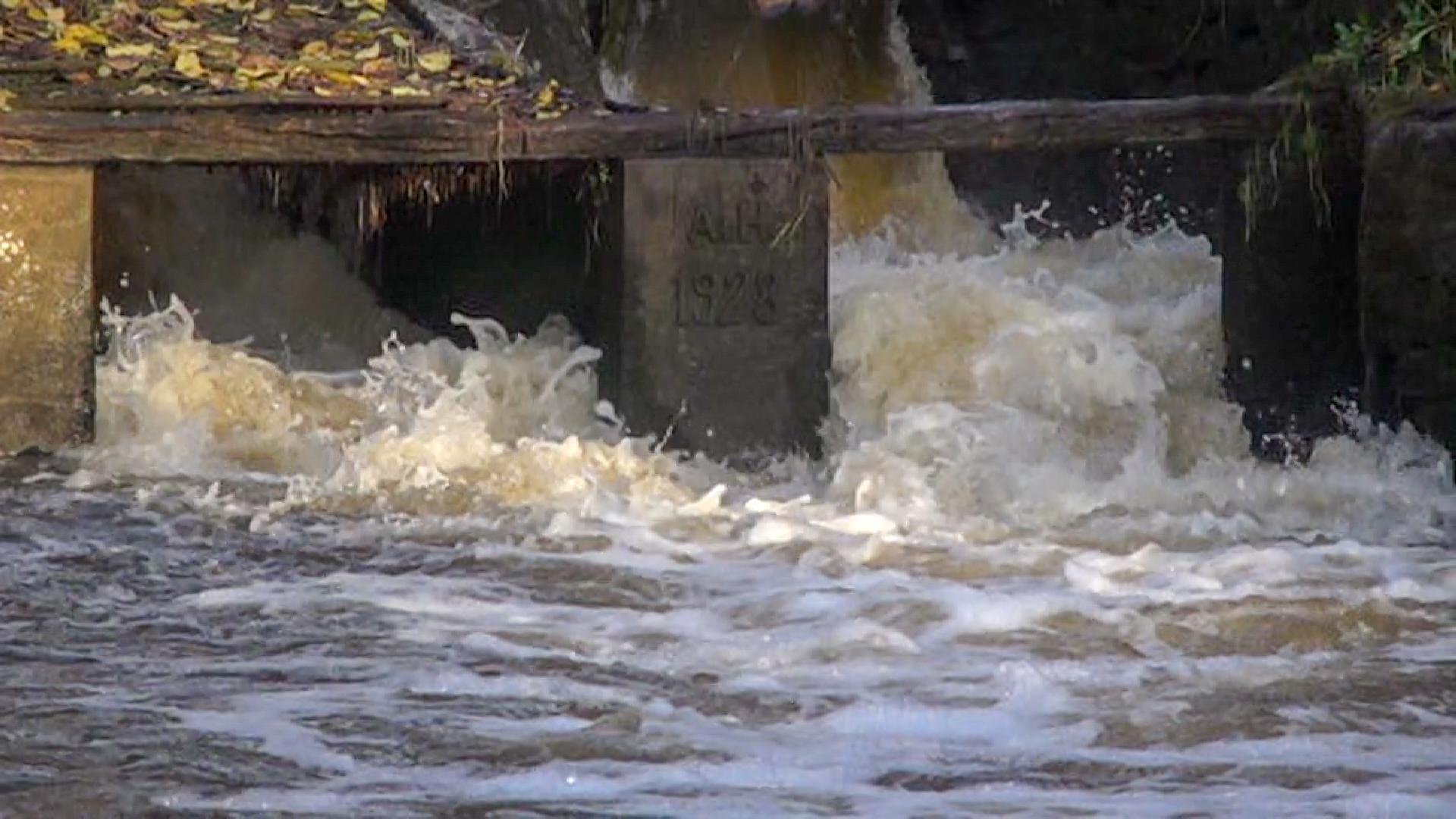
Stauwehr von 1928 der Wassermühle Frörup an der Treene
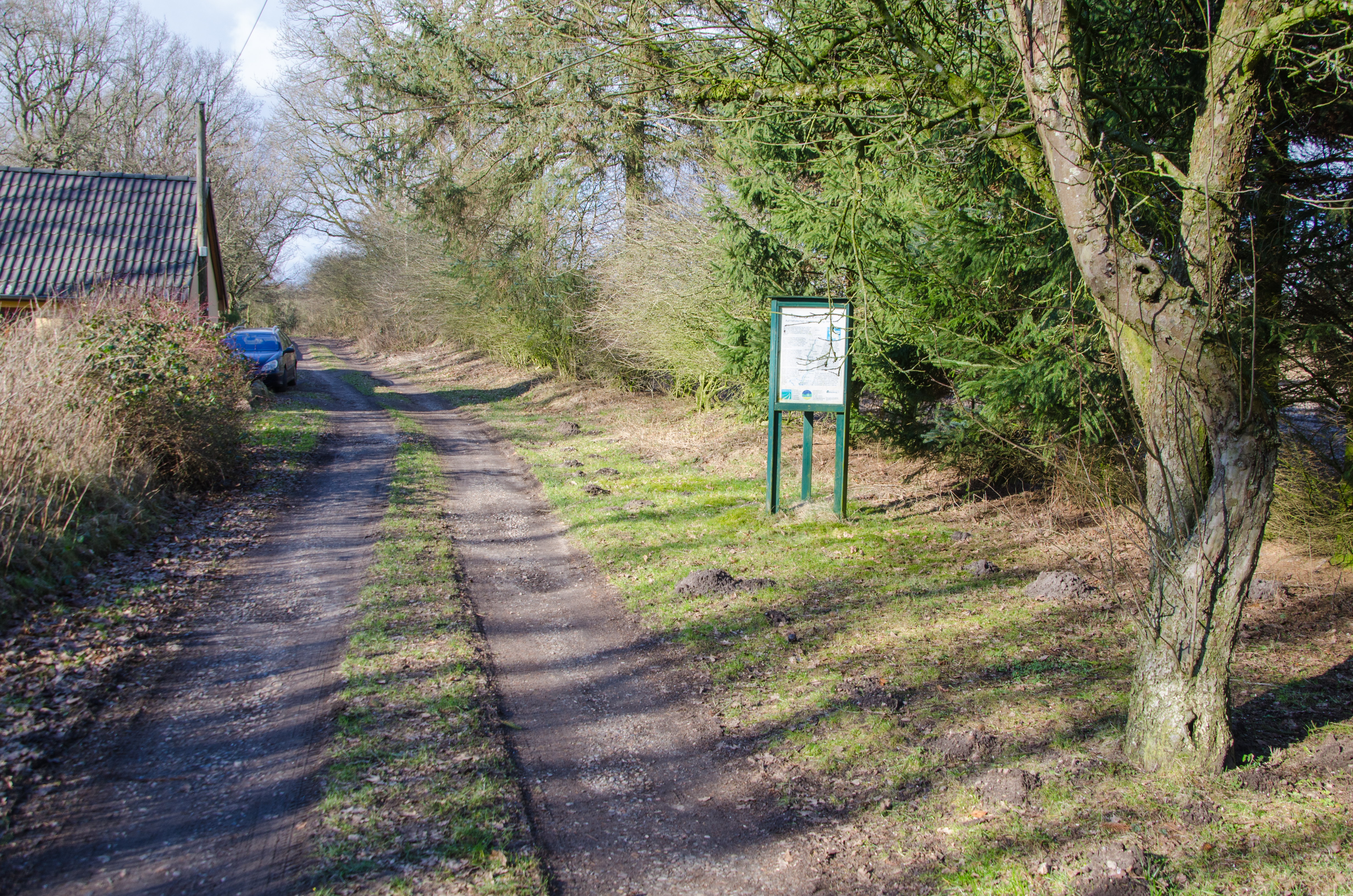
Stapelholmer Weg mit Hinweistafel auf historischen Handelsweg
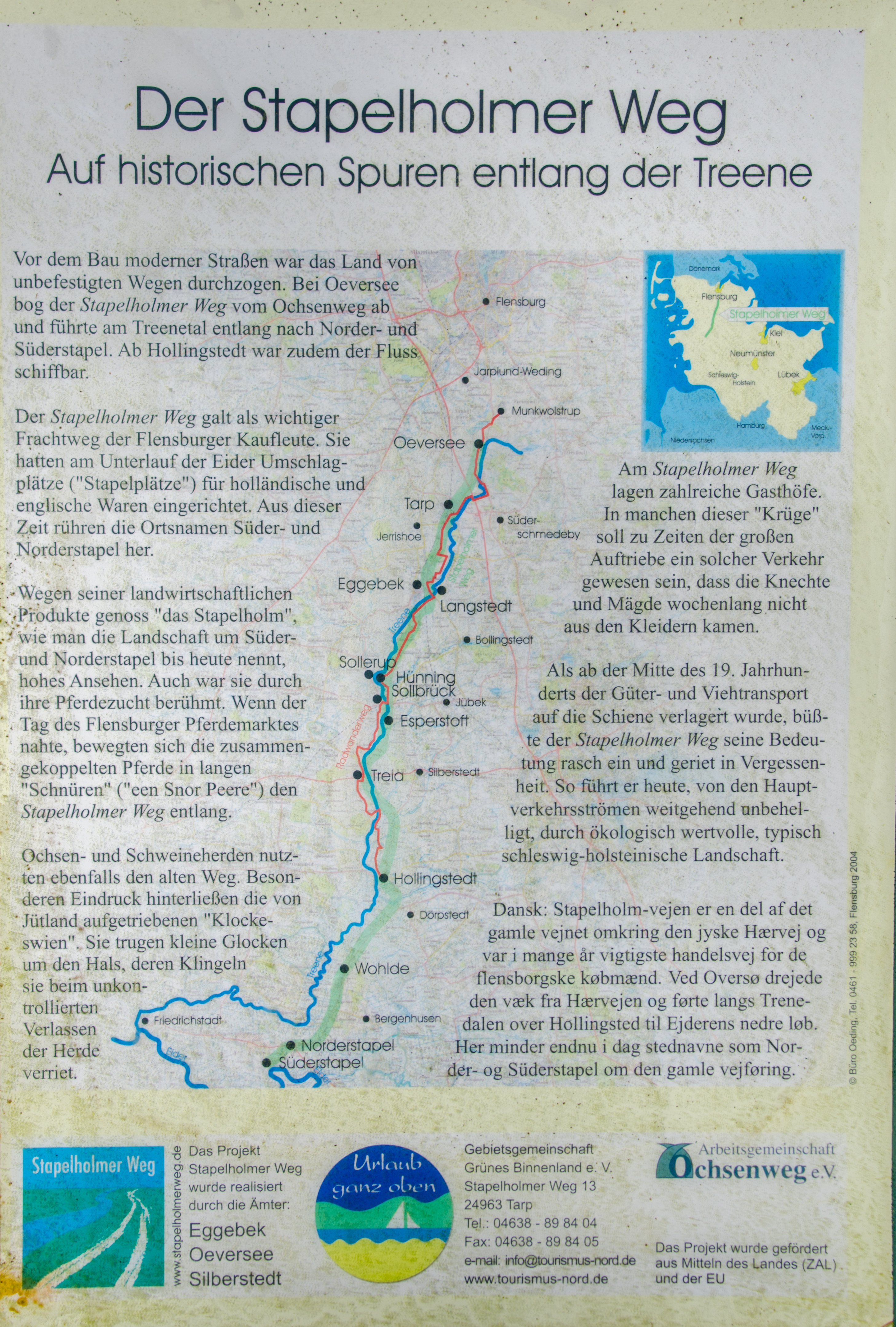
Hinweistafel auf den historischen Handelsweg „Stapelholmer Weg“
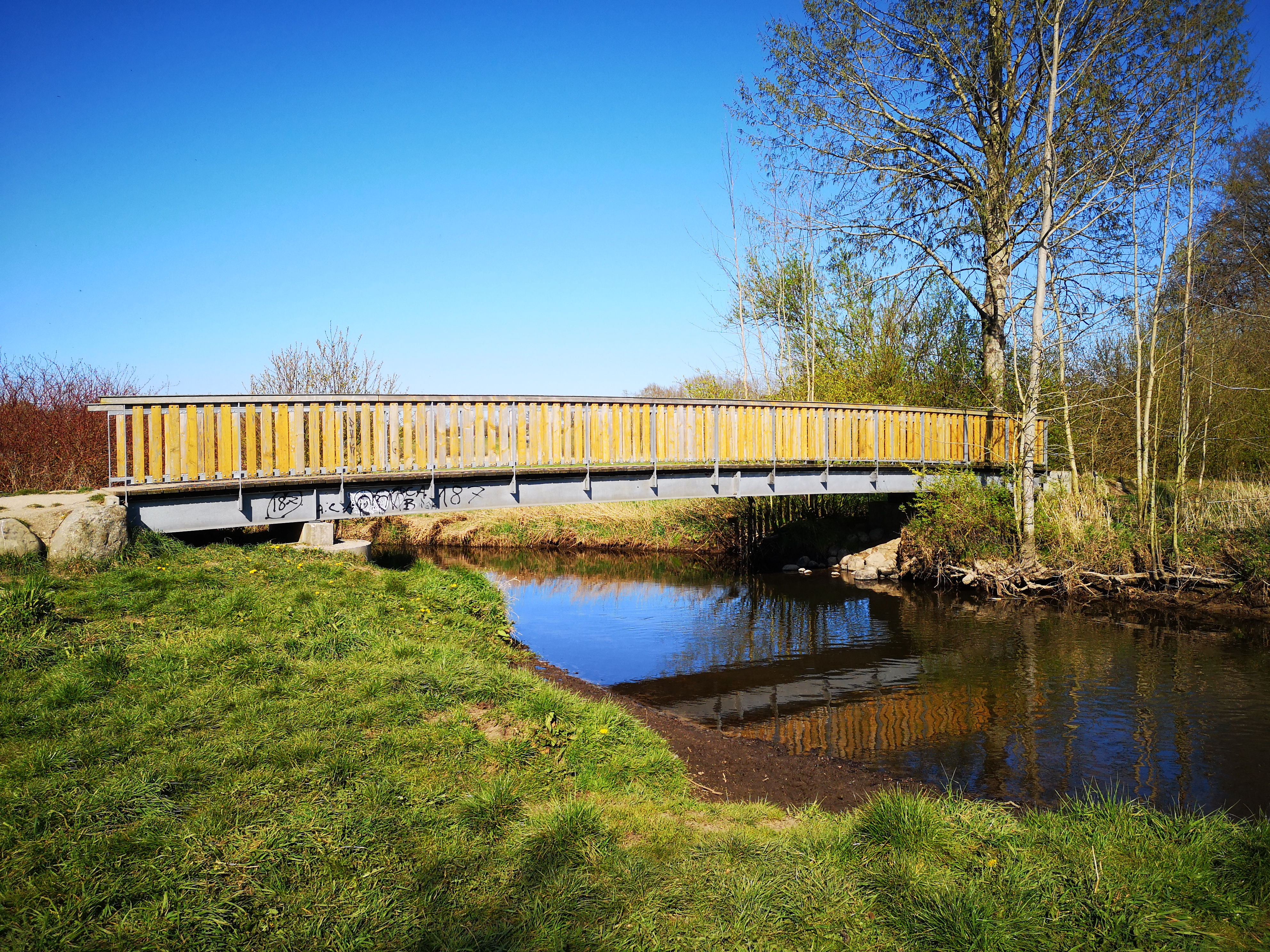
Kleine Brücke bei Tarp
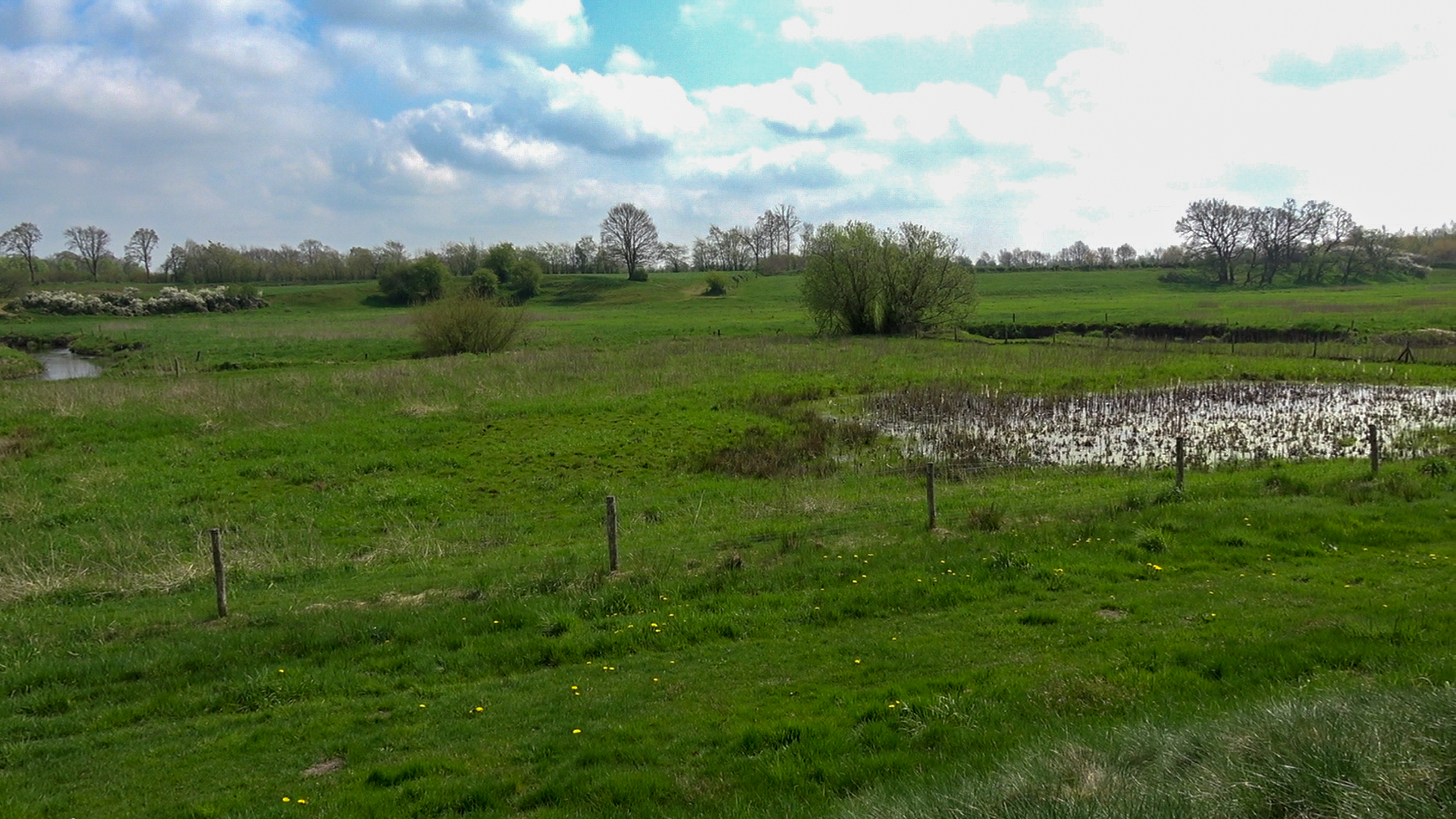
Treene bei Tüdal mit Blänke
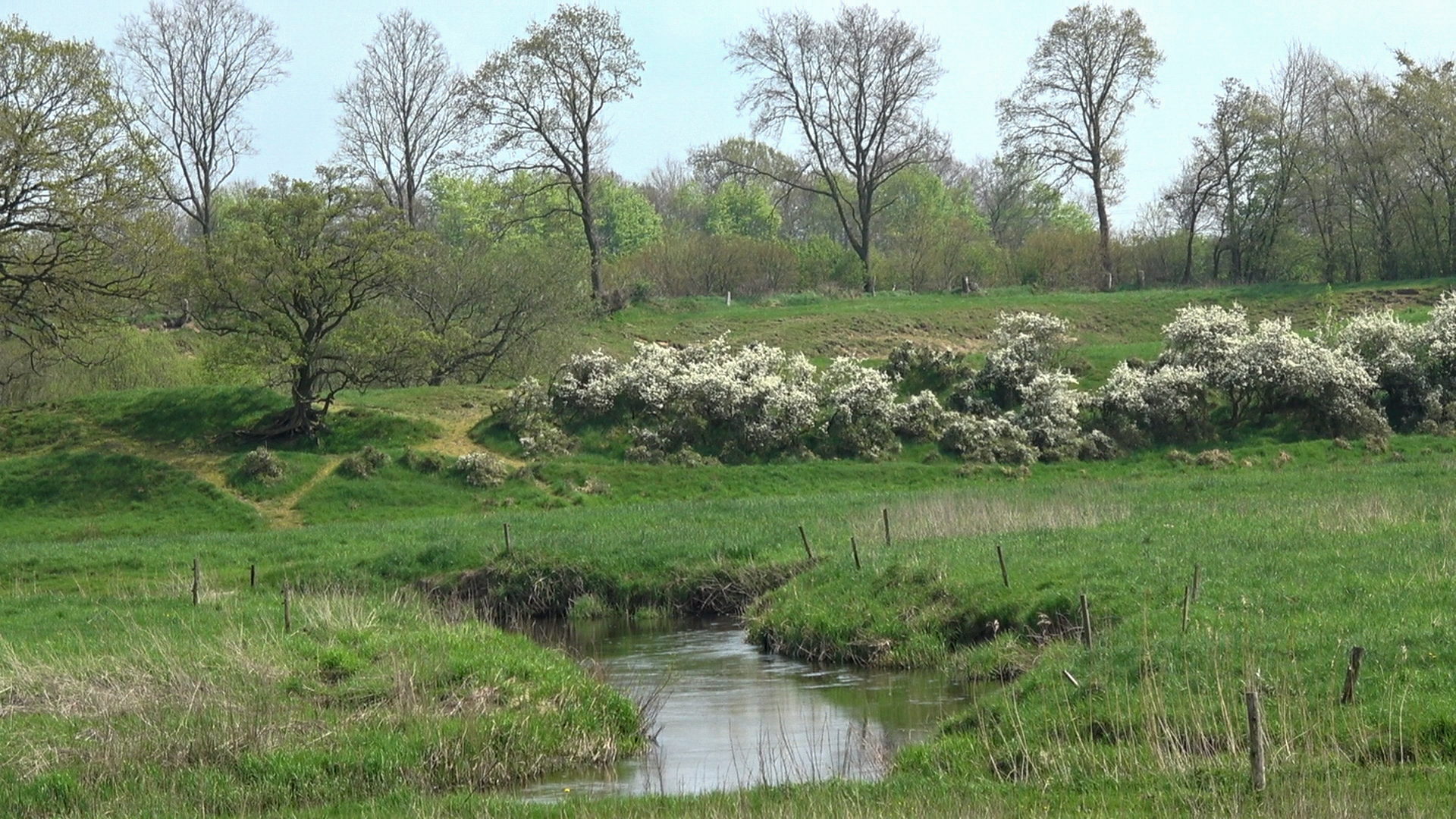
Treene bei Tüdal im Frühling
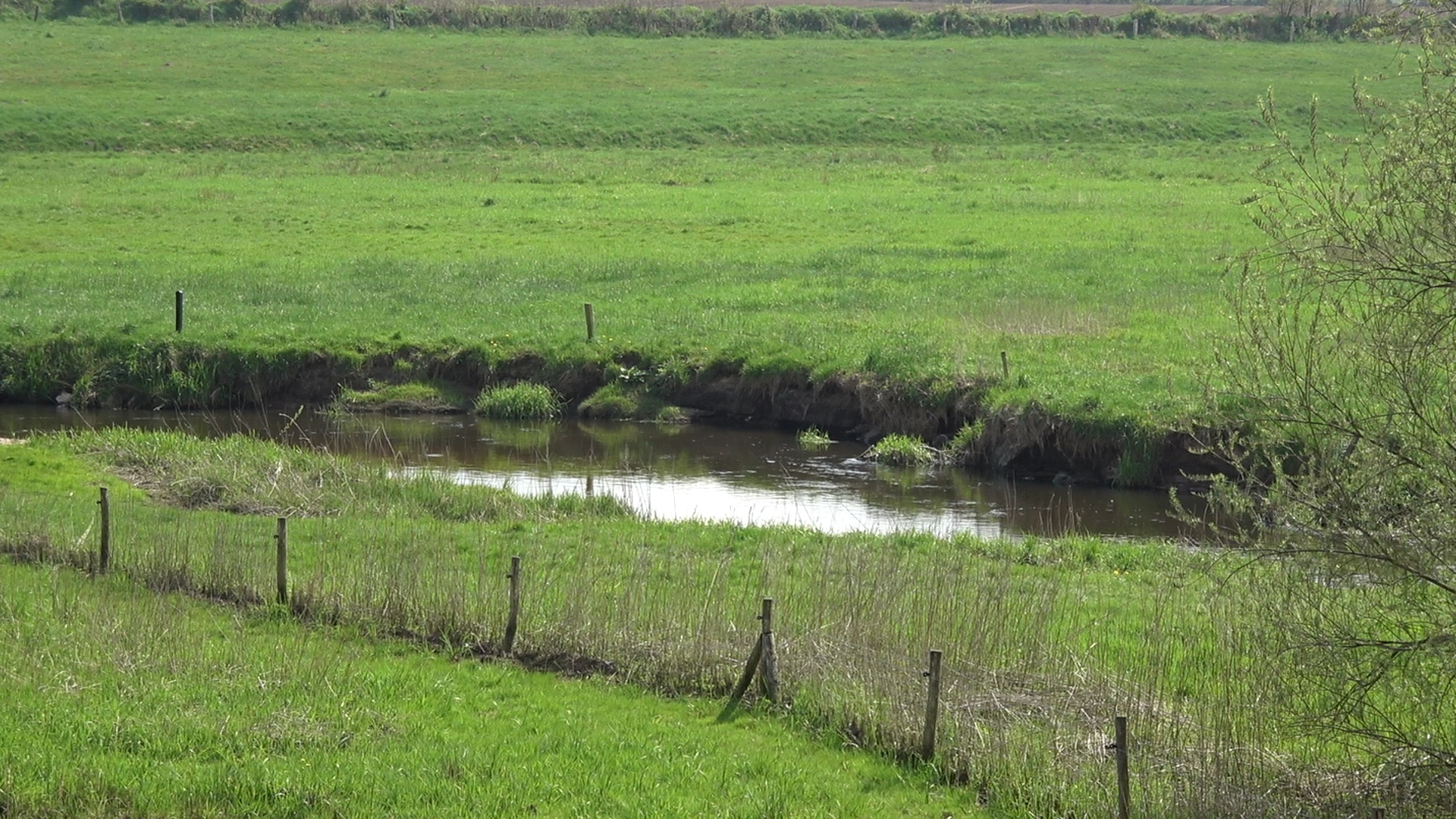
Natürliche Abbruchkante der Treene bei Tüdal

## FFH-Teilgebiet Eggebek bis Hollingstedt

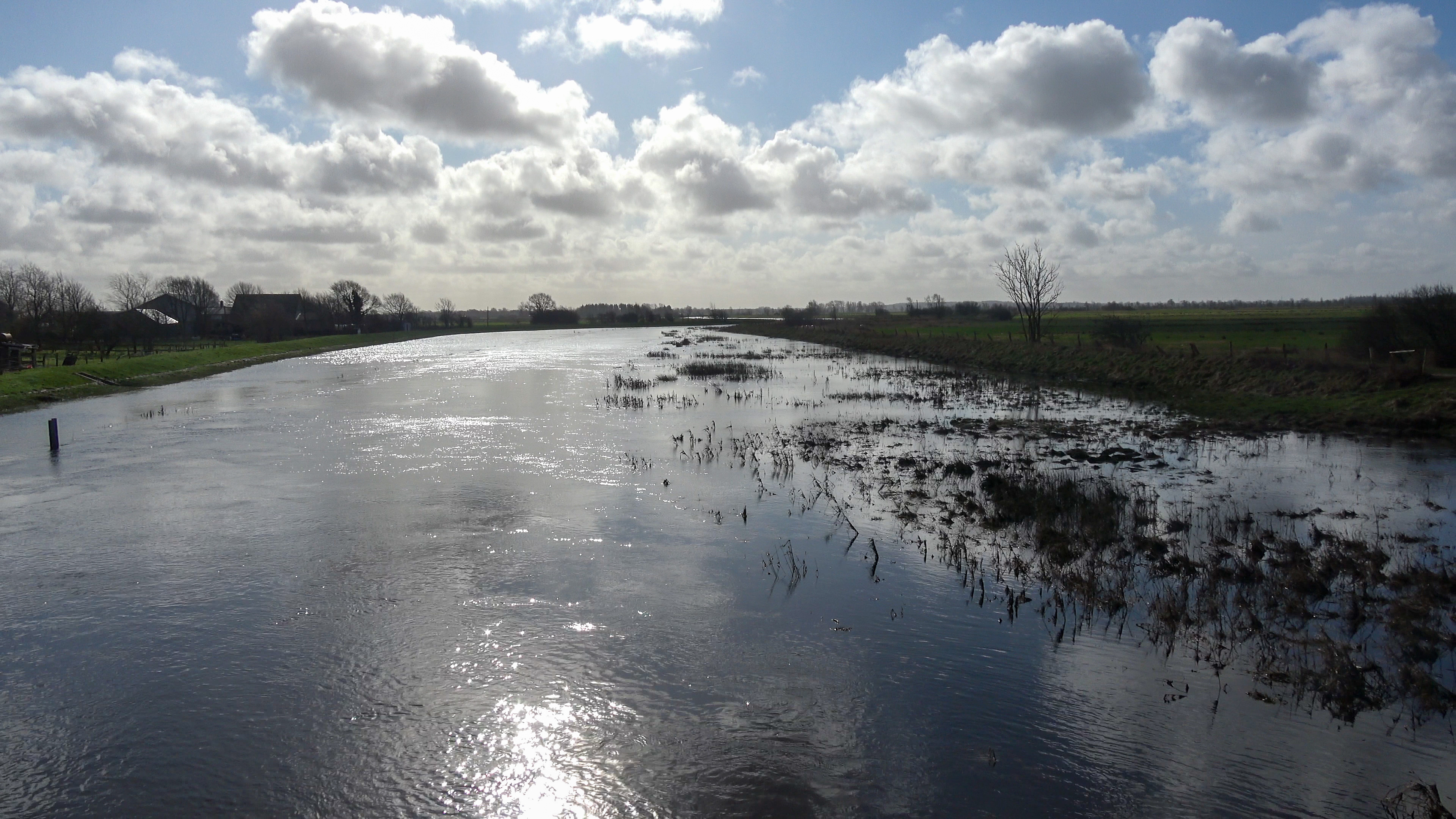
Treene in Hollingstedt bei Hochwasser

Das FFH-Teilgebiet „Eggebek bis Hollingstedt“ beginnt im Norden an der Brücke über die Treene an der Bollingstedter Straße in Eggebek, wo diese das LSG „Oberes Treenetal und Umgebung“ verlässt, und endet an der Treenebrücke in Hollingstedt. Es beinhaltet neben der Treene die Bollingstedter Au von Engbrück bis zu deren Mündung in die Treene bei Sollbrück, sowie die Jerrisbek von Sollerupmühle bis Sollerup. Die beiden Waldgebiete „Büschauer Holz“ zwischen Eggebek und Sollerup und „Steinholz“ in Bollingstedt sind ein eigenes FFH-Teilgebiet, s. u. Die längste Ausdehnung des Teilgebietes beträgt 18 km in Südwestrichtung. Der aktuelle Managementplan für dieses FFH-Teilgebiet wurde im Dezember 2011 erstellt.

### FFH-Erhaltungsgegenstand
Der Managementplan von 2011 für das FFH-Teilgebiet enthält nur Angaben für das FHH-Gesamtgebiet. Teilgebietsspezifische Angaben sind nicht gesondert aufgeführt. Der aktuelle EU-Standarddatenbogen enthält Angaben für das FFH-Gesamtgebiet mit Stand Mai 2015.

### FFH-Erhaltungsziele
Der Managementplan von 2011 für das FFH-Teilgebiet enthält nur Angaben für das FHH-Gesamtgebiet. Teilgebietsspezifische Angaben sind nicht gesondert aufgeführt.

### FFH-Analyse und Bewertung
Der Managementplan von 2011 enthält nur Angaben für das FHH-Gesamtgebiet. Teilgebietsspezifische Angaben sind nicht gesondert aufgeführt. Der aktuelle EU-Standarddatenbogen enthält Angaben mit Stand Mai 2015.

### FFH-Maßnahmenkatalog
Der Gültigkeitsbereich der Maßnahmen für das FFH-Teilgebiet ist in einer Karte des LLUR dargestellt. Der FFH-Maßnahmenkatalog für das FFH-Teilgebiet wurde in Form von Maßnahmenblättern geplant:
- E1 in Gemeinde Eggebek: Wiederherstellung von Steilhängen und Kleinbiotopen[69] (Lagekarte 12)[70]
- E2 in Gemeinde Eggebek: Anlage Kleinbiotop und Einzäunung[71] (Lagekarte 12)[70]
- E3 in Gemeinde Eggebek: Anlage Kleinbiotop[72] (Lagekarte 12)[70]
- E4 in Gemeinde Eggebek: Anlage von Kleinbiotopen[73] (Lagekarte 13)[74]
- E5 in Gemeinde Eggebek: Einzäunung erneuern[75] (Lagekarte 13)[74]
- E6 in Gemeinde Eggebek: Einzäunung und Entwässerungsregulierung[76] (Lagekarte 13)[74]
- E7 in Gemeinde Eggebek: Keine geplanten Maßnahmen ab 2011[77] (Lagekarte 13)[74]
- E8 in Gemeinde Eggebek: Keine geplanten Maßnahmen ab 2011[78] (Lagekarte 13)[74]
- E9 in Gemeinde Eggebek: Keine geplanten Maßnahmen ab 2011[79] (Lagekarte 13)[74]
- E10 in Gemeinde Eggebek: Anlage Kleinbiotop[80] (Lagekarte 13[74] und 14[81])
- E11 in Gemeinde Eggebek: Anlage von Kleinbiotopen und Einzäunung[82] (Lagekarte 14)[81]
- L1 in Gemeinde Langstedt; Anlage Kleinbiotop[83] (Lagekarte 13)[74]
- L2 in Gemeinde Langstedt; Anlage von Kleinbiotopen[84] (Lagekarte 13)[74]
- L3 in Gemeinde Langstedt; Keine geplanten Maßnahmen ab 2011[85] (Lagekarte 14)[81]
- L4 in Gemeinde Langstedt; Anlage Kleinbiotop[86] (Lagekarte 14)[81]
- L5 in Gemeinde Langstedt; Keine geplanten Maßnahmen ab 2011[87] (Lagekarte 14)[81]
- L6 in Gemeinde Langstedt; Anlage von Kleinbiotopen und Pflanzaktion[88] (Lagekarte 14)[81]
- L7 in Gemeinde Langstedt; Keine geplanten Maßnahmen ab 2011[89] (Lagekarte 14)[81]
- L8 in Gemeinde Langstedt; Anlage von Kleinbiotopen und Einzäunung[90] (Lagekarte 15)[91]
- L9 in Gemeinde Langstedt; Keine geplanten Maßnahmen ab 2011[92] (Lagekarte 15)[91]
- L10 in Gemeinde Langstedt; Pflanzaktion[93] (Lagekarte 15)[91]
- L11 in Gemeinde Langstedt; Anlage Kleinbiotop[94] (Lagekarte 15)[91]
- L12 in Gemeinde Langstedt; Anlage Kleinbiotop[95] (Lagekarte 15)[91]
- So 1 in Gemeinde Sollerup; Anlage von Kleinbiotopen, Einzäunung und Pflanzaktion[96] (Lagekarte 14)[81]
- So 2 in Gemeinde Sollerup; Entfernung der Rohhumusschicht und Pflanzaktion[97] (Lagekarte 14[81] und 15[91])
- So 3 in Gemeinde Sollerup; Bepflanzung[98] (Lagekarte 16)[99]
- So 4 in Gemeinde Sollerup; Keine geplanten Maßnahmen ab 2011[100](Lagekarte 16)[99]
- So 5 in Gemeinde Sollerup; Bepflanzung[101] (Lagekarte 16)[99]
- So 6 in Gemeinde Sollerup; Bepflanzung[102] (Lagekarte 16)[99]
- So 7 in Gemeinde Sollerup; Bepflanzung[103] (Lagekarte 16)[99]
- So 8 in Gemeinde Sollerup; Bepflanzung[104] (Lagekarte 16)[99]
- So 9 in Gemeinde Sollerup; Keine geplanten Maßnahmen ab 2011[105] (Lagekarte 16)[99]
- So 10 in Gemeinde Sollerup; Keine geplanten Maßnahmen ab 2011[106] (Lagekarte 16)[99]
- So 11 in Gemeinde Sollerup; Bepflanzung[107] (Lagekarte 16)[99]
- So 12 in Gemeinde Sollerup; Bepflanzung[108] (Lagekarte 16[99] und 20[109])
- So 13 in Gemeinde Sollerup; Keine geplanten Maßnahmen ab 2011[110] (Lagekarte 20[109] und 21[111])
- So 14 in Gemeinde Sollerup; Entwässerung und Bepflanzung[112] (Lagekarte 21)[111]
- So 15 in Gemeinde Sollerup; Bepflanzung[113] (Lagekarte 21)[111]
- So 16 in Gemeinde Sollerup; Bepflanzung und Einzäunung[114] (Lagekarte 20[109] und 21[111])
- So 17 in Gemeinde Sollerup; Bepflanzung[115] (Lagekarte 21)[111]
- B1 in Gemeinde Bollingstedt; Keine geplanten Maßnahmen ab 2011[116] (Lagekarte 19)[117]
- B2 in Gemeinde Bollingstedt; Bekämpfung der giftigen Spätblühenden Traubenkirsche[118] (Lagekarte18[119] und 19[117])
- T1 in Gemeinde Treia; Bepflanzung[120] (Lagekarte 21)[111]
- T2 in Gemeinde Treia; Renaturierung Treene und Bepflanzung[121] (Lagekarte 21)[111]
- T3 in Gemeinde Treia; Bepflanzung[122] (Lagekarte 21)[111]
- T4 in Gemeinde Treia; Bepflanzung[123] (Lagekarte 21[111] und 22[124])
- T5 in Gemeinde Treia; Bepflanzung[125] (Lagekarte 22)[124]
- T6 in Gemeinde Treia; Anlage Kleinbiotop und Bepflanzung[126] (Lagekarte 22)[124]
- T7 in Gemeinde Treia; Bepflanzung[127] (Lagekarte 22)[124]
- T8 in Gemeinde Treia; Bepflanzung[128] (Lagekarte 22)[124]
- T9 in Gemeinde Treia; Bepflanzung[129] (Lagekarte 22[124] und 23[130])
- T10 in Gemeinde Treia; Bepflanzung[131] (Lagekarte 23)[130]
- T11 in Gemeinde Treia; Anlage von Kleinbiotopen[132] (Lagekarte 25)[133]
- S1 in Gemeinde Silberstedt; Anlage Kleinbiotop, Einzäunung und Bepflanzung[134] (Lagekarte 16)[99]
- S2 in Gemeinde Silberstedt; Keine geplanten Maßnahmen ab 2011[135] (Lagekarte 16)[99]
- S3 in Gemeinde Silberstedt; Keine geplanten Maßnahmen ab 2011[136] (Lagekarte 20)[109]
- S4 in Gemeinde Silberstedt; Bepflanzung[137] (Lagekarte 20)[109]
- S5 in Gemeinde Silberstedt; Bekämpfung der giftigen Spätblühenden Traubenkirsche und Waldumbau[138] (Lagekarten 20[109] und 16[99])
- S6 in Gemeinde Silberstedt; Keine geplanten Maßnahmen ab 2011[139] (Lagekarte 20)[109]
- S7 in Gemeinde Silberstedt; Keine geplanten Maßnahmen ab 2011[140] (Lagekarte 20)[109]
- S8 in Gemeinde Silberstedt; Bepflanzung[141] (Lagekarte 20)[109]
- S9 in Gemeinde Silberstedt; Bepflanzung[142] (Lagekarte 21)[111]
- S10 in Gemeinde Silberstedt; Anlage von Kleinbiotopen und Bepflanzung[143] (Lagekarte 21)[111]
- S11 in Gemeinde Silberstedt; Keine geplanten Maßnahmen ab 2011[144] (Lagekarte 25)[133]
- S12 in Gemeinde Silberstedt; Bepflanzung[145] (Lagekarte 20)[109]
- S13 in Gemeinde Silberstedt; Bepflanzung[146] (Lagekarte 20)[109]
- S14 in Gemeinde Silberstedt; Bepflanzung[147] (Lagekarte 20)[109]
- S15 in Gemeinde Silberstedt; Bepflanzung[148] (Lagekarte 20)[109]
- S16 in Gemeinde Silberstedt; Bepflanzung[149] (Lagekarte 20)[109]
- S17 in Gemeinde Silberstedt; Keine geplanten Maßnahmen ab 2011[150] (Lagekarte 20)[109]
- S18 in Gemeinde Silberstedt; Keine geplanten Maßnahmen ab 2011[151] (Lagekarte 19)[117]
- S19 in Gemeinde Silberstedt; Einzäunung[152] (Lagekarte 19)[117]
- S20 in Gemeinde Silberstedt; Anlage Kleinbiotop und Bepflanzung[153] (Lagekarte 19)[117]
- S21 in Gemeinde Silberstedt; Anlage von Kleinbiotopen[154] (Lagekarte 19)[117]
- S22 in Gemeinde Silberstedt; Bepflanzung[155] (Lagekarte 19)[117]
- S23 in Gemeinde Silberstedt; Keine geplanten Maßnahmen ab 2011[156] (Lagekarte 19)[117]
- S24 in Gemeinde Silberstedt; Bepflanzung[157] (Lagekarte 19)[117]
- S25 in Gemeinde Silberstedt; Keine geplanten Maßnahmen ab 2011[158] (Lagekarte 19)[117]
- S26 in Gemeinde Silberstedt; Bekämpfung der giftigen Spätblühenden Traubenkirsche und Waldumbau[159] (Lagekarten 19)[117]
- S27 in Gemeinde Silberstedt; Keine geplanten Maßnahmen ab 2011[160] (Lagekarte 19)[117]
- S28 in Gemeinde Silberstedt; Keine geplanten Maßnahmen ab 2011[161] (Lagekarte 19)[117]
- S29 in Gemeinde Silberstedt; Bepflanzung[162] (Lagekarte 19)[117]
- S30 in Gemeinde Silberstedt; Bepflanzung[163] (Lagekarte 19)[117]
- S31 in Gemeinde Silberstedt; Keine geplanten Maßnahmen ab 2011[164] (Lagekarte 19)[117]

### FFH-Erfolgskontrolle und Monitoring der Maßnahmen
In Schleswig-Holstein wird für NATURA 2000-Gebiete alle 6 Jahre stichprobenartig die Umsetzung der Maßnahmen überprüft.
Von 2006 bis 2012 wurde für die Berichtsperiode 2007–2012 ein FFH-Folgemonitoring mit Kartierung der FFH-Lebensraum- und Biotoptypen für das Teilgebiet fertiggestellt. Die Übersichtskarten 2 von 6, 3 von 6 und 4 von 6 zeigen die Anzahl und Lage der Teilkarten des FFH-Teilgebietes:
- Karte 13 Treene von Tüdal bis Eggebek: FFH-Lebensraumtypen[59], FFH-Biotoptypen[60]

- Karte 14 Treene von Eggebek Süd bis Jerrisbek: FFH-Lebensraumtypen[167], FFH-Biotoptypen[168]

- Karte 15 Treene von Jerrisbek bis Sollerup: FFH-Lebensraumtypen[169], FFH-Biotoptypen[170]

- Karte 16 Treene bei Sollerup: FFH-Lebensraumtypen[171], FFH-Biotoptypen[172]

- Karte 17 Bollingstedter Au von Engbrück bis Bollingstedt: FFH-Lebensraumtypen[173], FFH-Biotoptypen[174]

- Karte 18 Bollingstedter Au in Bollingstedt: FFH-Lebensraumtypen[175], FFH-Biotoptypen[176]

- Karte 19 Bollingstedter Au um Görrisau: FFH-Lebensraumtypen[177], FFH-Biotoptypen[178]

- Karte 20 Bollingstedter Au von Espersloftfeld bis Sollbrück: FFH-Lebensraumtypen[179], FFH-Biotoptypen[180]
- Karte 21 Treene von Sollbrück bis Esperstoft: FFH-Lebensraumtypen[181], FFH-Biotoptypen[182]
- Karte 22 Treene von Esperstoft bis nördl. Gromsholm: FFH-Lebensraumtypen[183], FFH-Biotoptypen[184]
- Karte 23 Treene nördl. Gromsholm bis Treia: FFH-Lebensraumtypen[185], FFH-Biotoptypen[186]
- Karte 24 Treene von Treia bis Steenwallholter Bach: FFH-Lebensraumtypen[187], FFH-Biotoptypen[188]
- Karte 25 Treene vom Steenwallholter Bach bis Nordrand Hollingstedt: FFH-Lebensraumtypen[189], FFH-Biotoptypen[190]
- Karte 26 Treene vom Nordrand Hollingstedt bis Südrand Hollingstedt: FFH-Lebensraumtypen[191], FFH-Biotoptypen[192]

### Bildergalerie

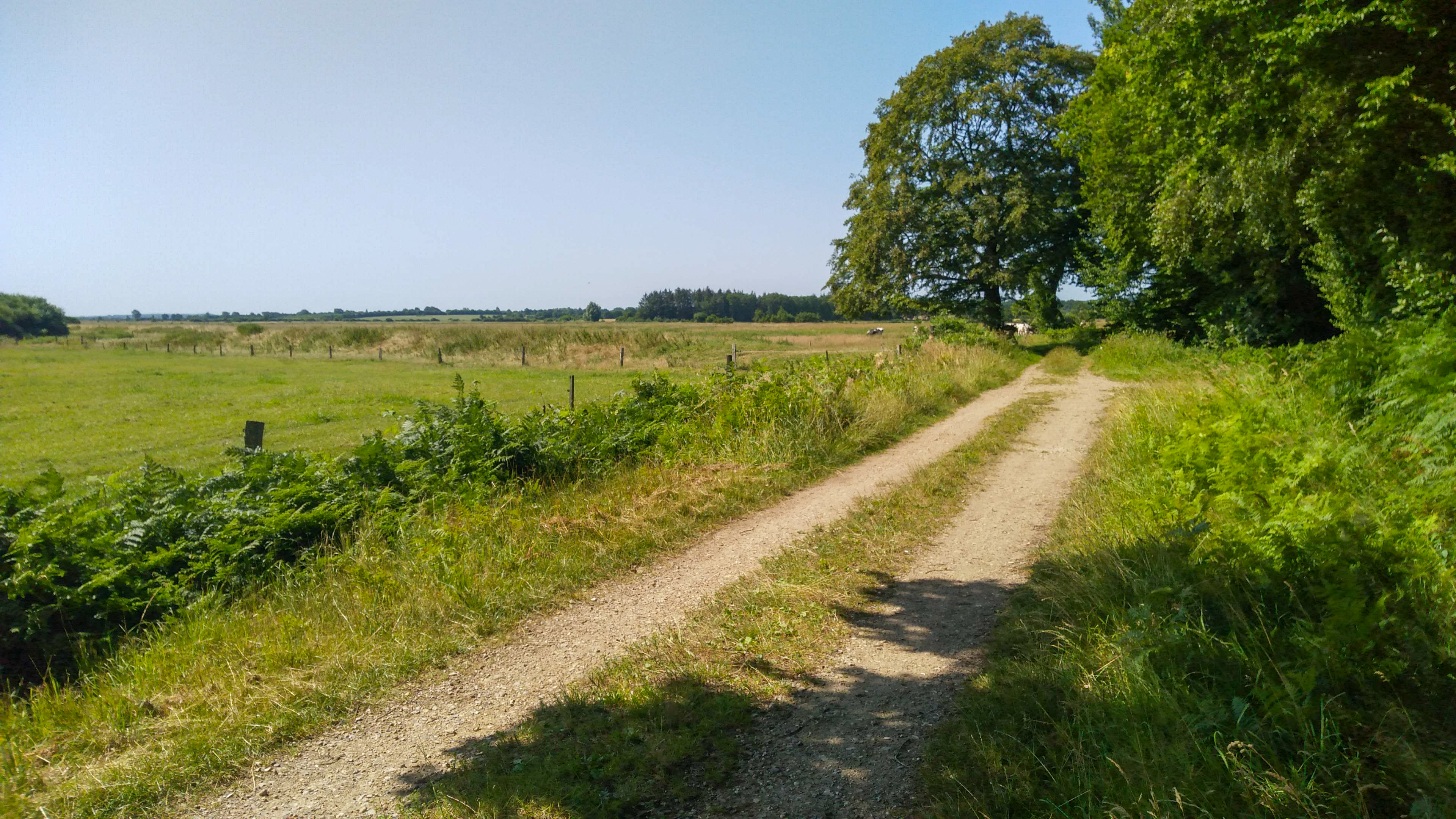
Wiesen im FFH-Teilgebiet Treene von Eggebeck bis Hollingstedt am Südrand des Bremsburger Waldes
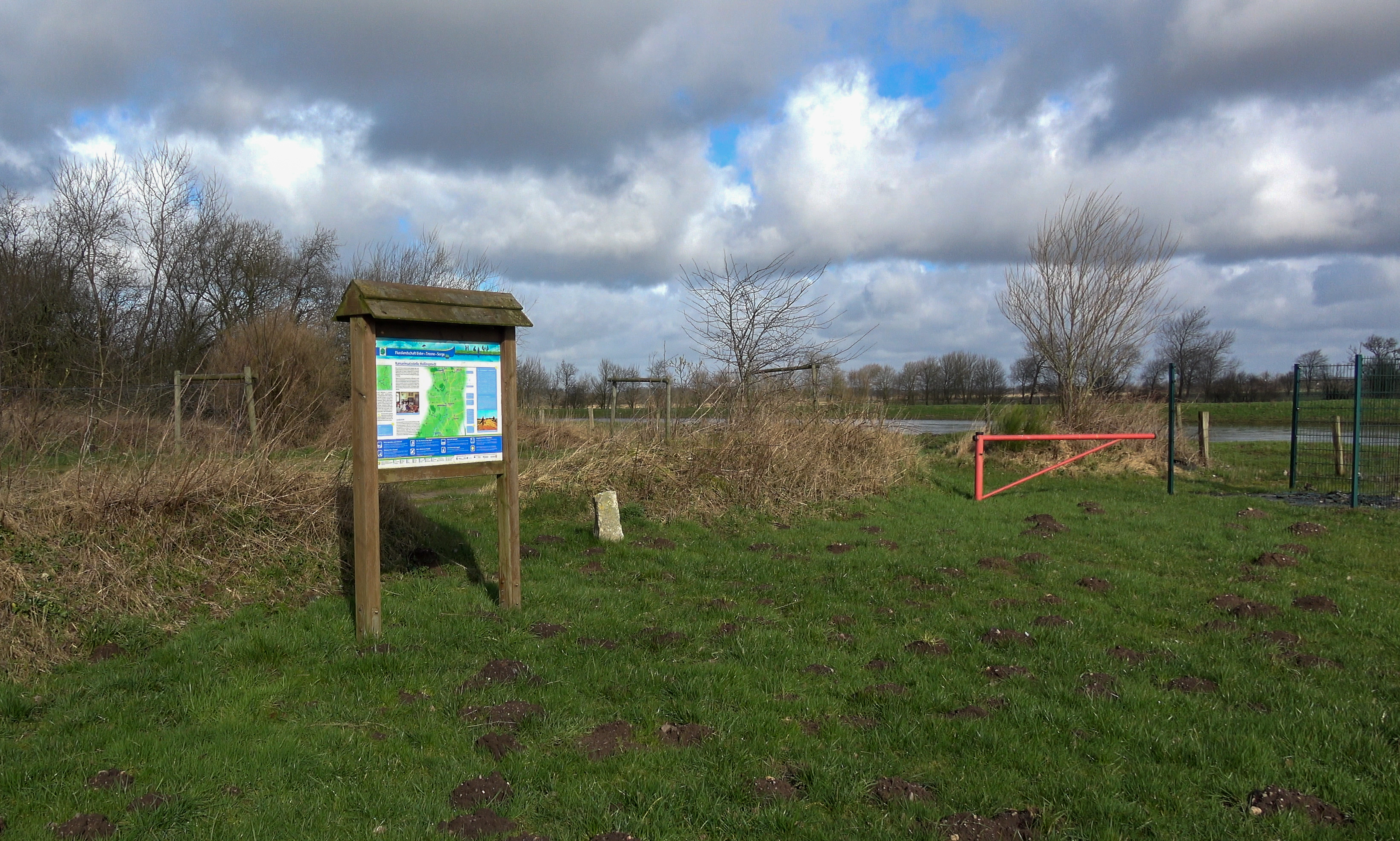
Infotafel an der Kanueinsatzstelle bei Hollingstedt
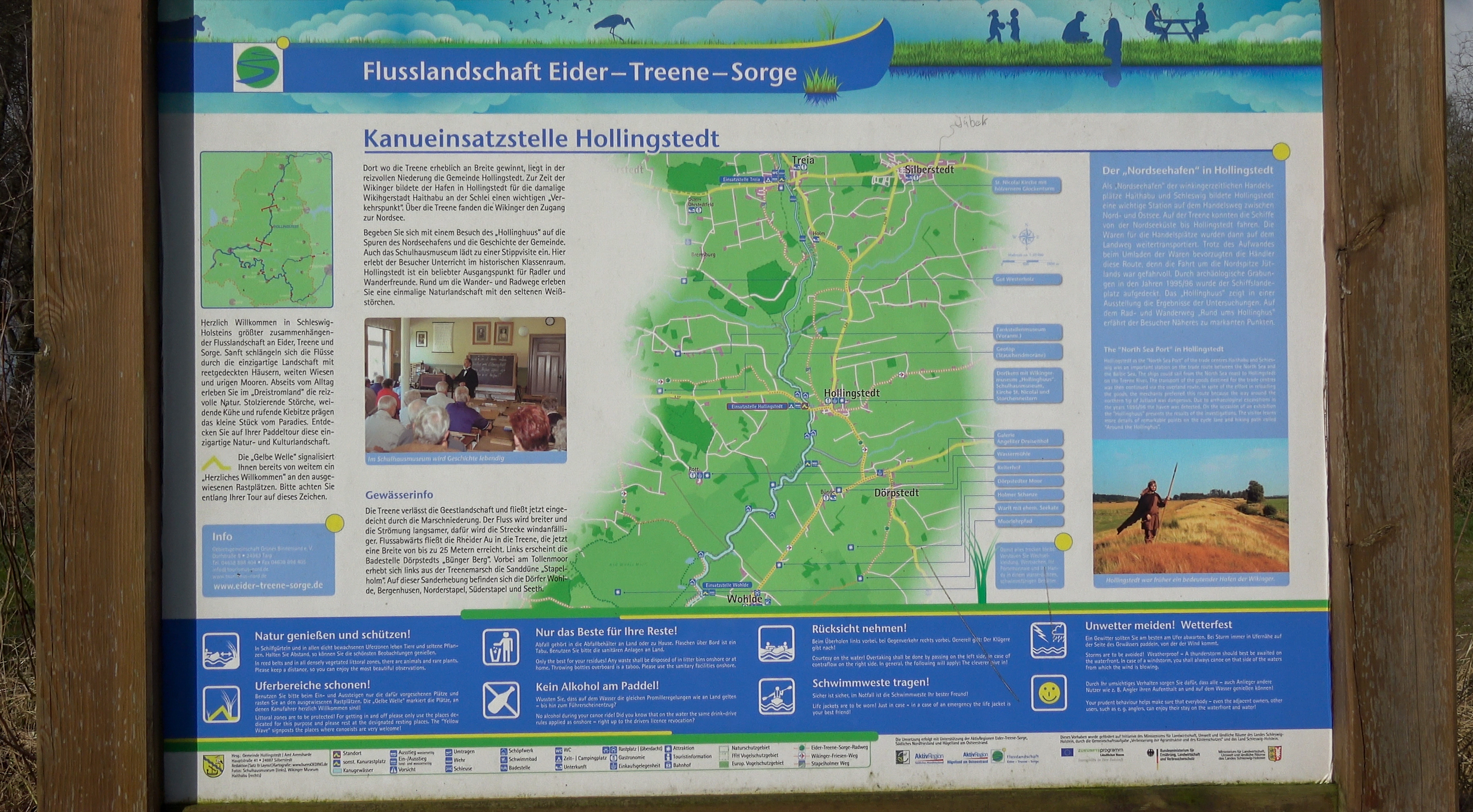
Infotafel an der Kanueinsatzstelle an der Treene in Hollingstedt
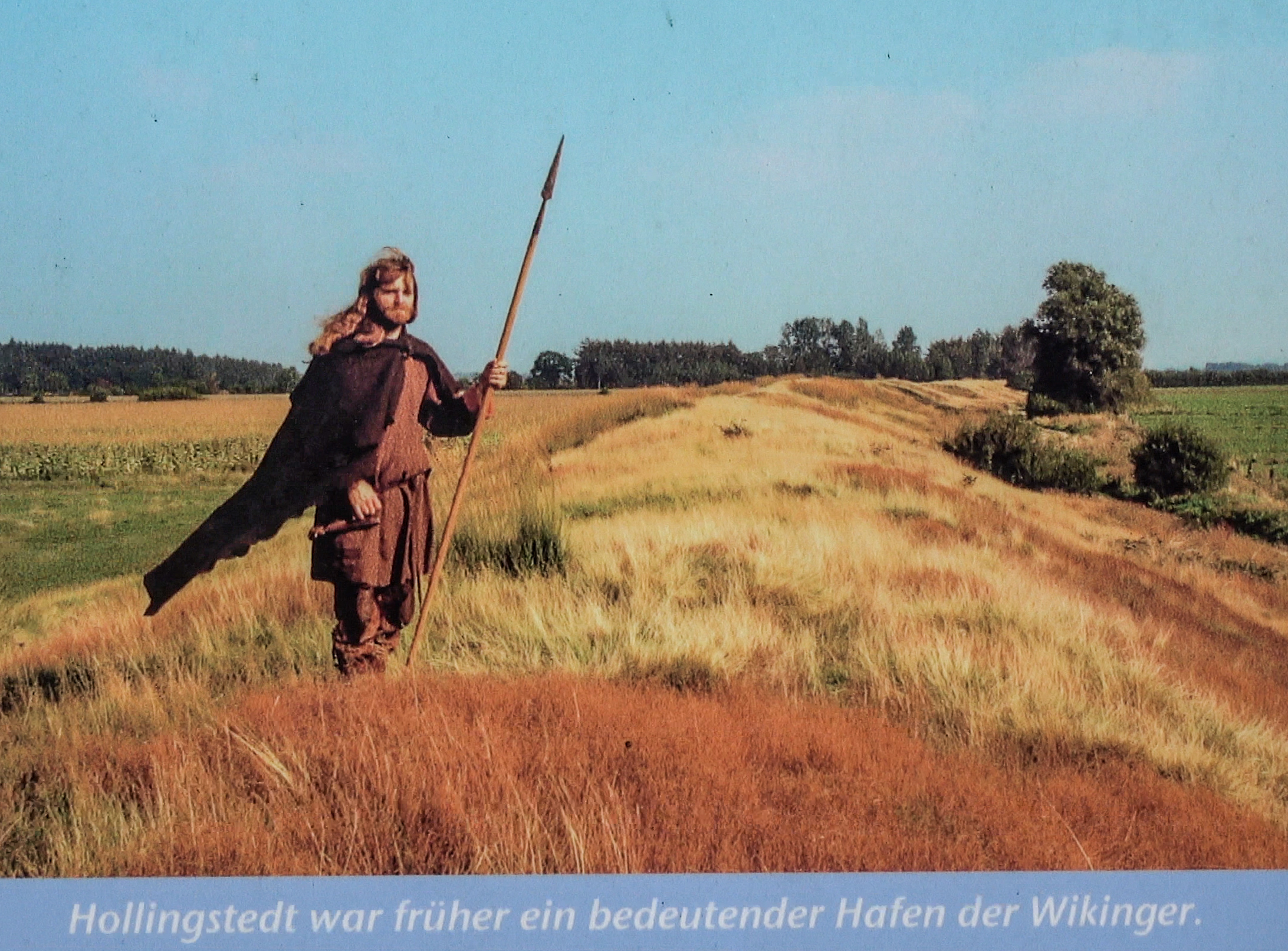
Ausschnitt aus Infotafel
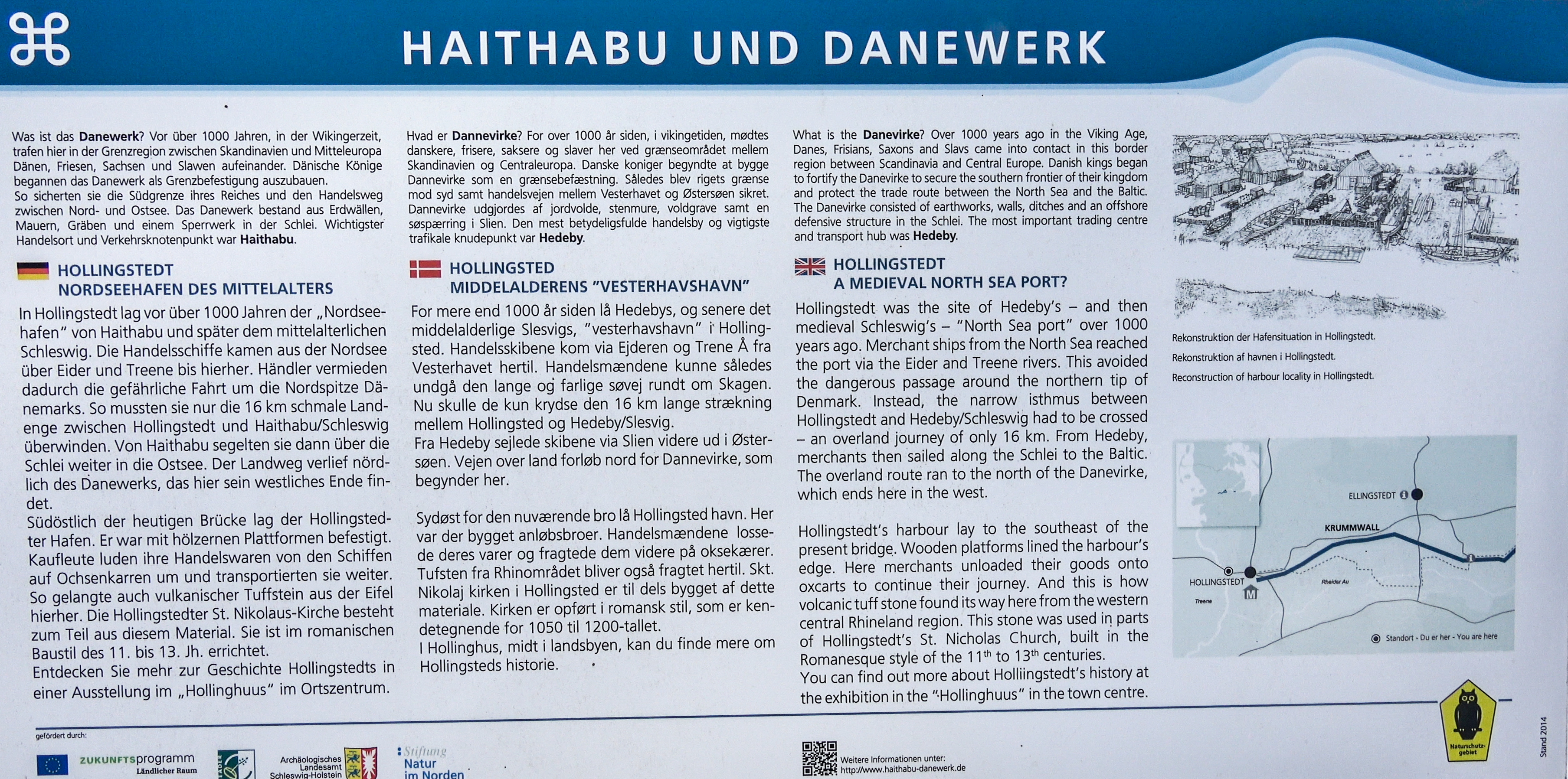
Infotafel 2 an der Kanueinsatzstelle an der Treene in Hollingstedt
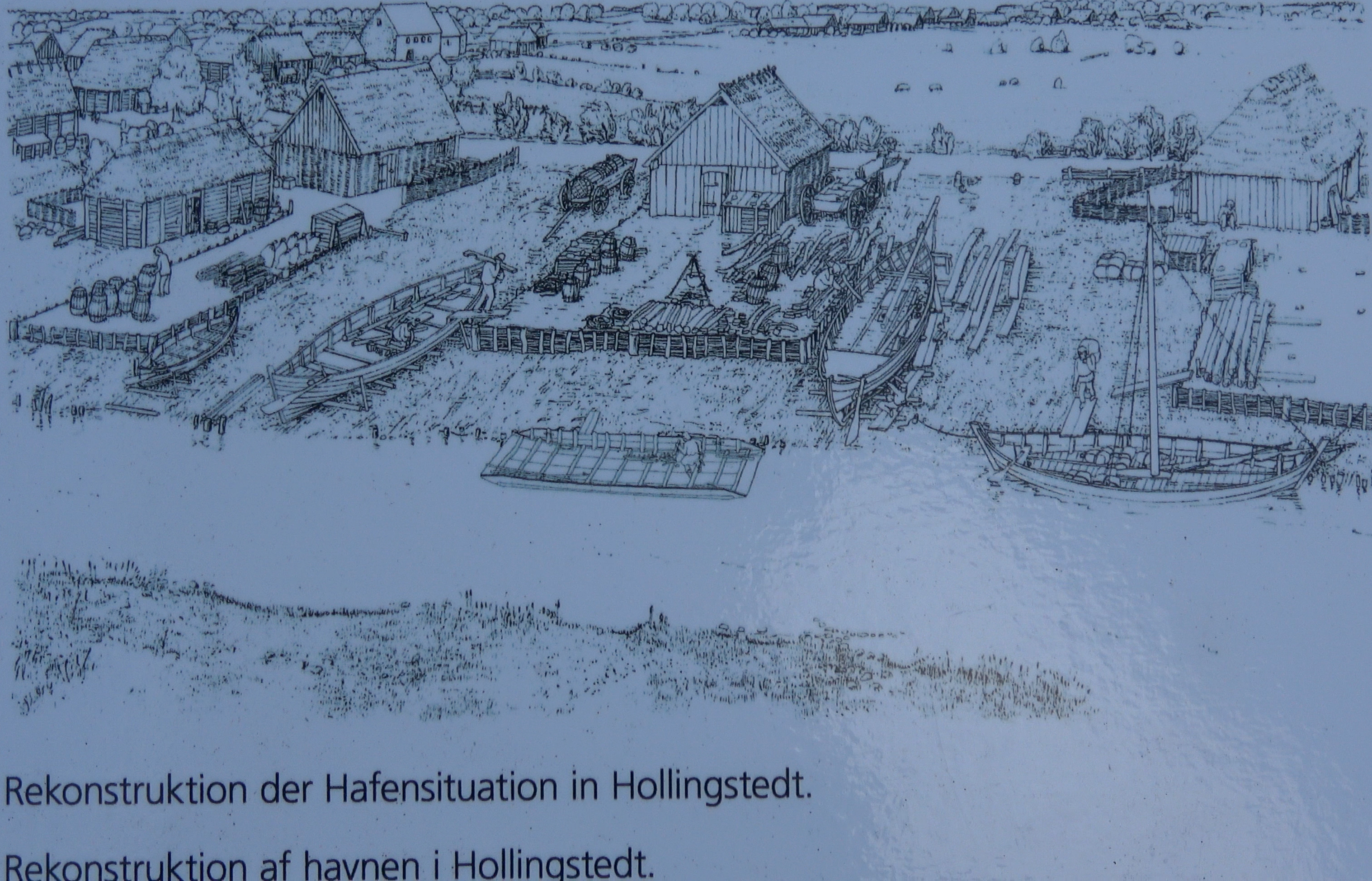
Ausschnitt aus Infotafel 2
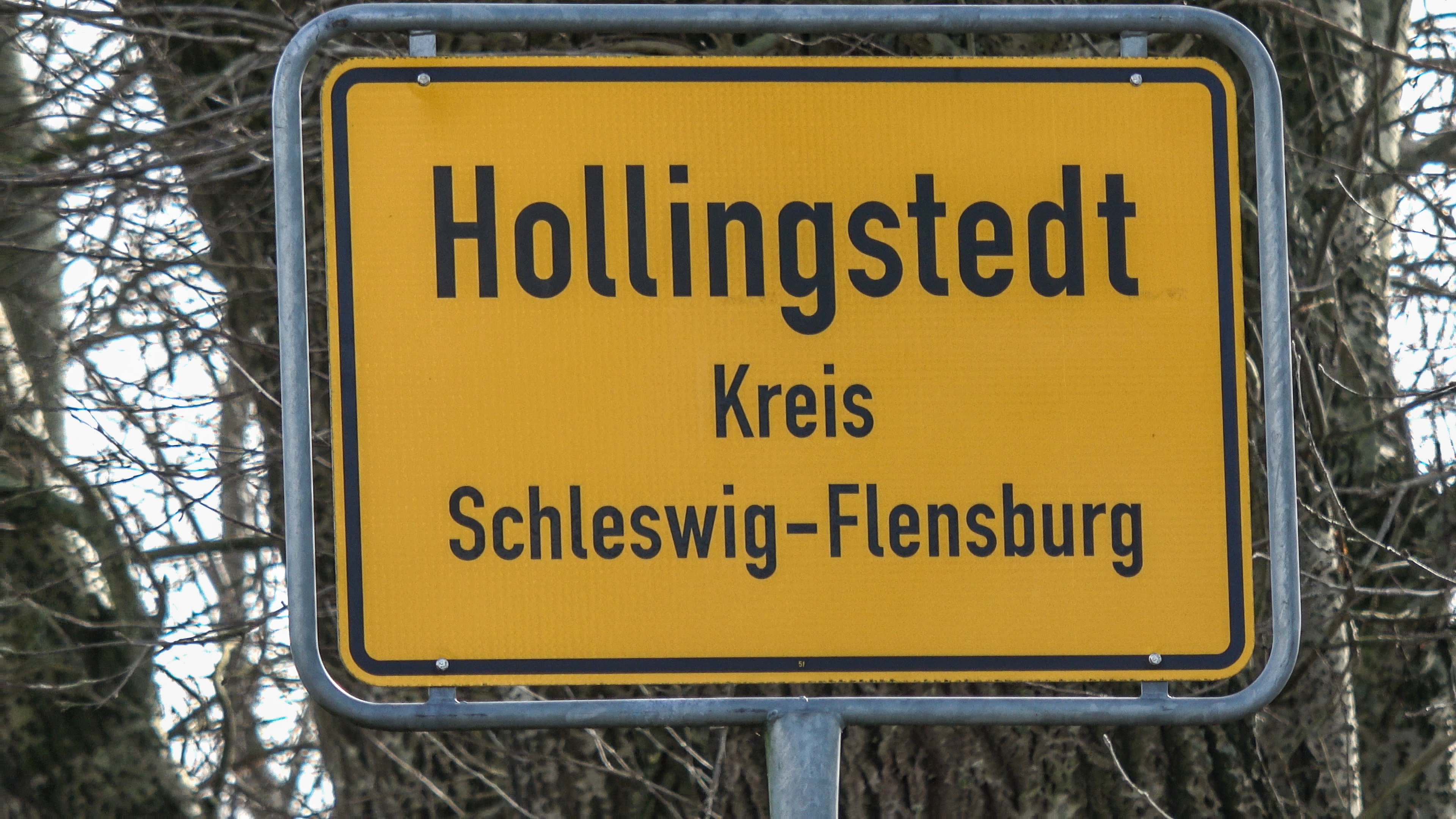
Treene bei Hollingstedt ist Kreisgrenze zwischen Nordfriesland und Flensburg-Schleswig
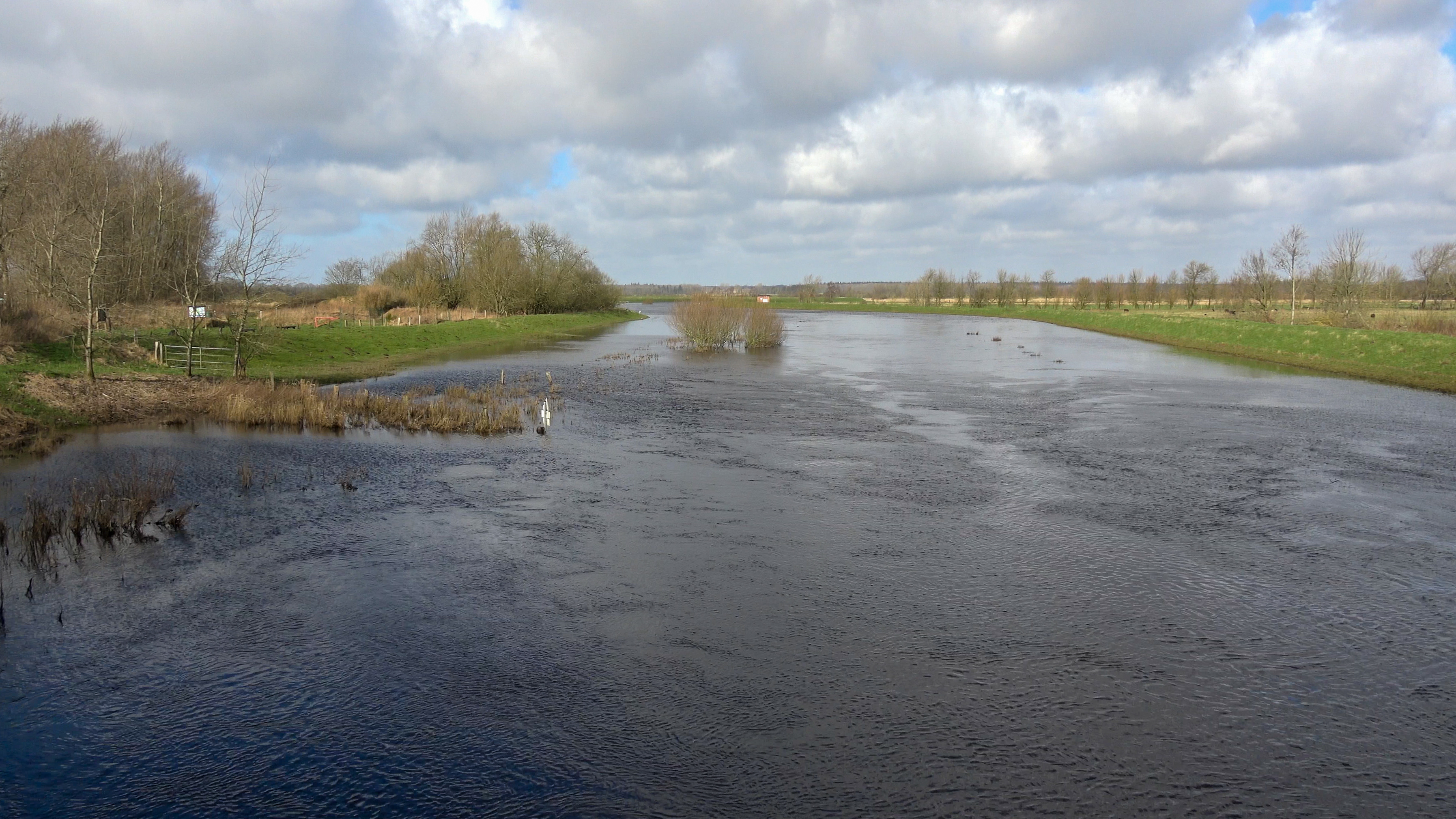
Treene bei Hochwasser nördlich der Treenebrücke in Hollingstedt
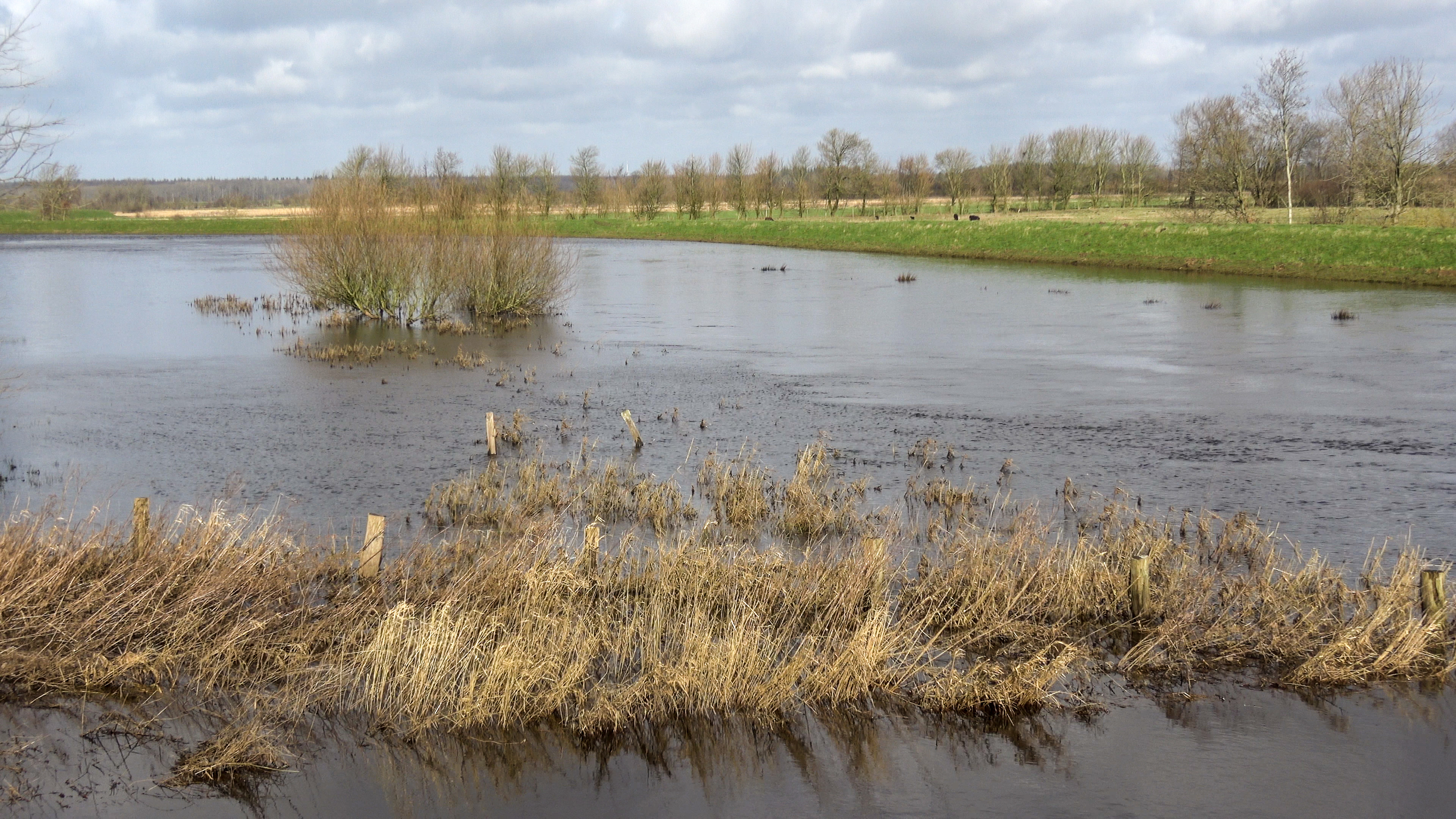
Überschwemmte Wiesen nördlich der Treenebrücke bei Hollingstedt
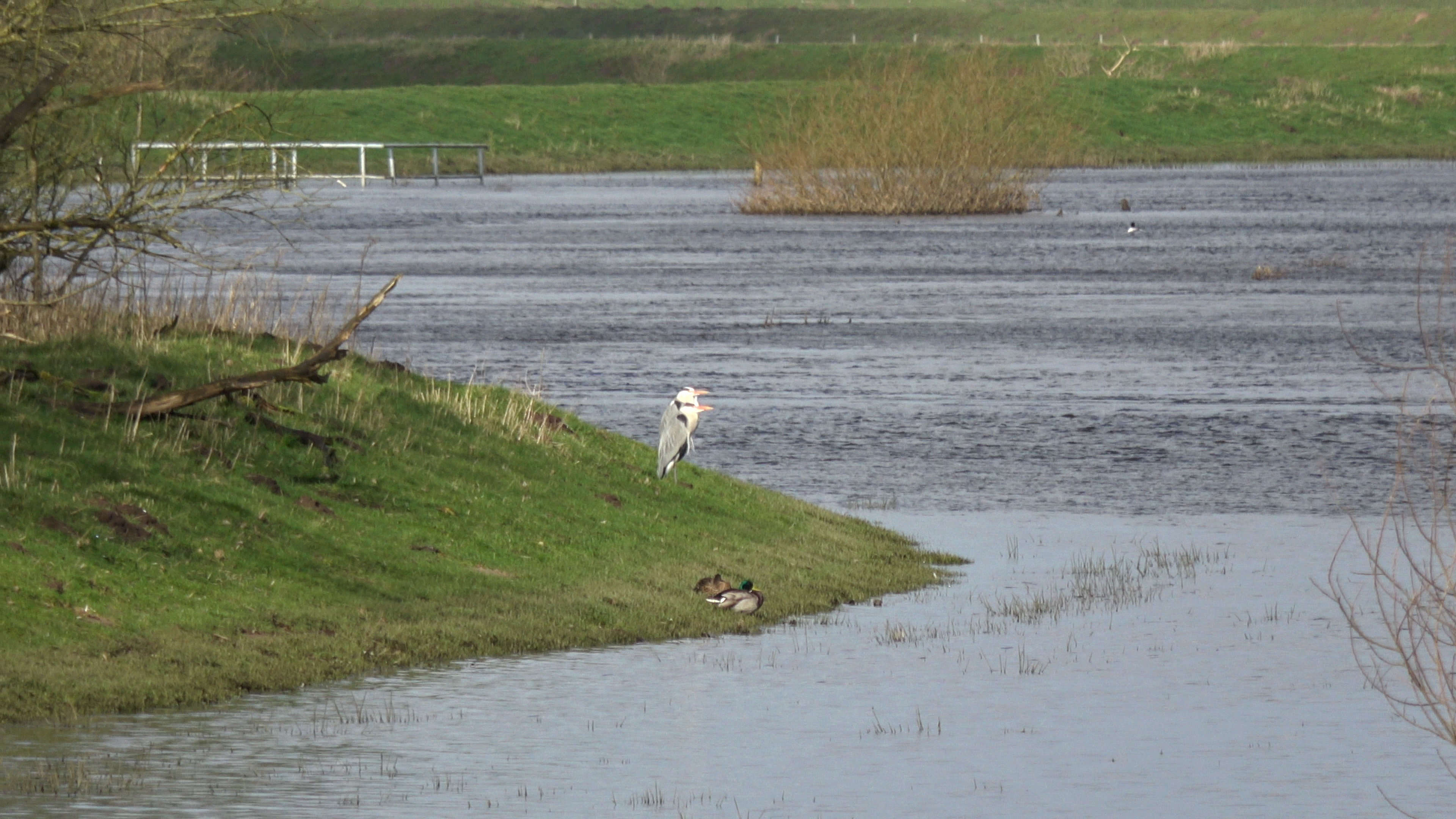
Graureiher und Stockenten an der überfluteten Treene nördlich Hollingstedt
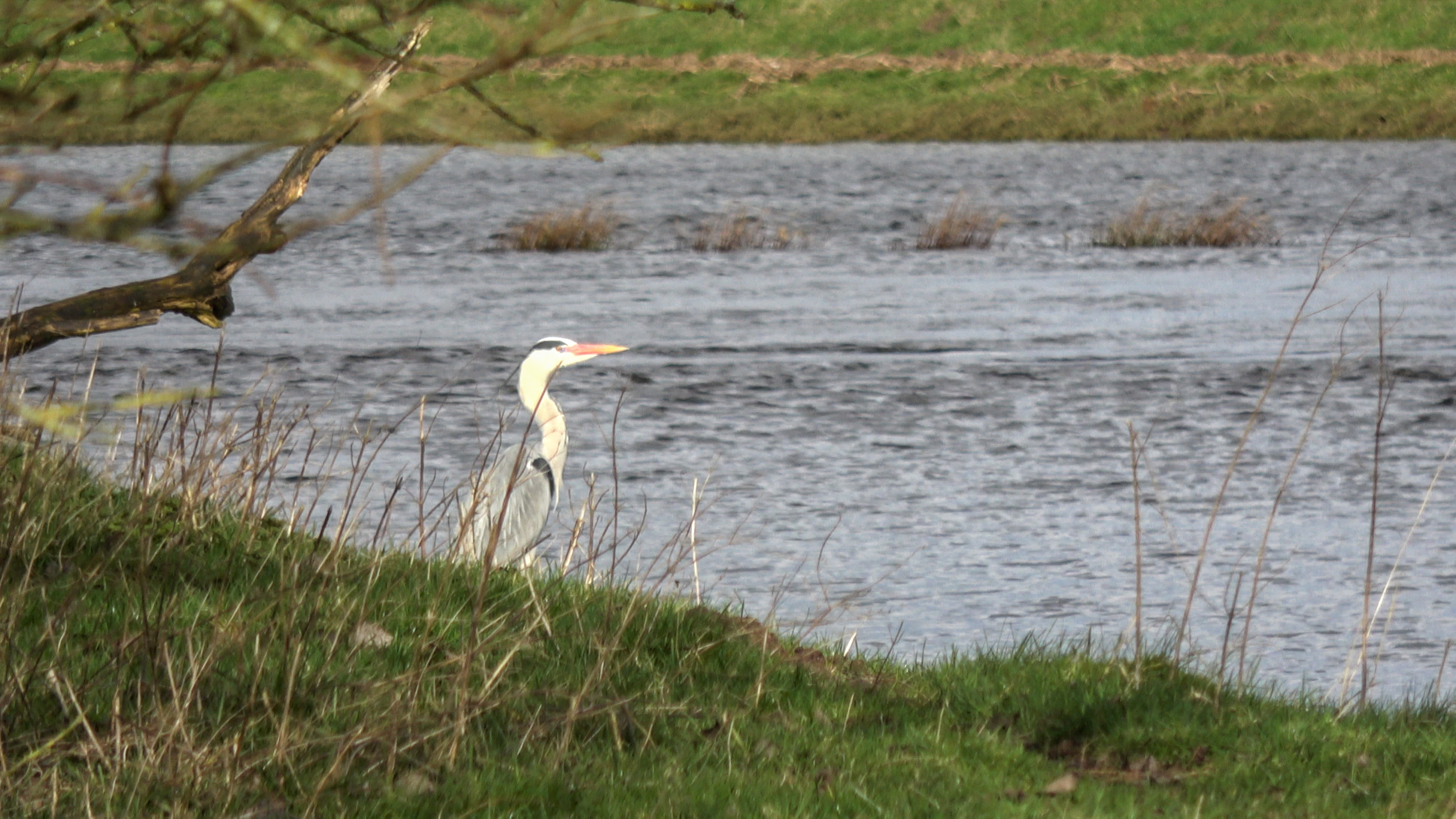
Graureiher am Treeneufer nördlich der Treenebrücke bei Hollingstedt

## FFH-Teilgebiet Treene von Hollingstedt bis Friedrichsstadt

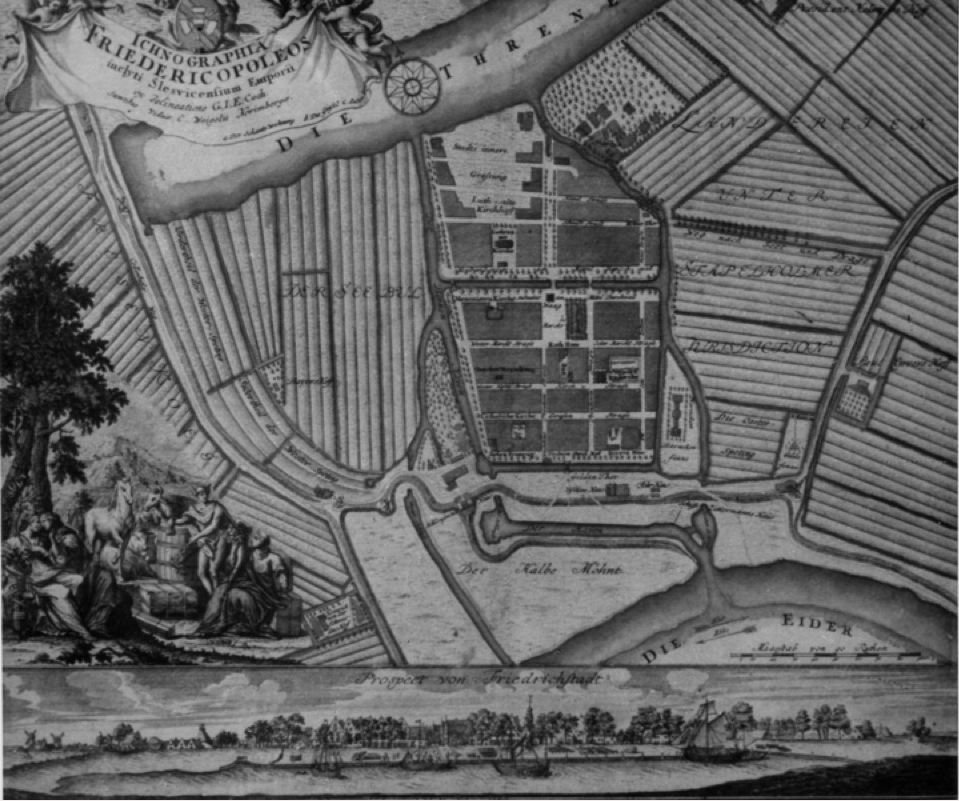
Friedrichstadt um 1750

Das Teilgebiet „Treene von Hollingstedt bis Friedrichstadt“ beginnt im Norden an der Treenebrücke in Hollingstedt und endet im Süden in Friedrichstadt an der Schleuse zur Eider. Die größte Ausdehnung beträgt 18,3 km und eine Fläche von 540 ha. Der aktuelle Managementplan für dieses FFH-Teilgebiet wurde am 3. April 2018 veröffentlicht. Er beinhaltet auch den Managementplan für das EU-Vogelschutzgebiet DE-1622 493 „Eider-Treene-Sorge-Niederung“, soweit es das Teilgebiet betrifft. Eine Übersichtskarte zeigt die Gebietsgrenzen. Die Kartierung der Biotoptypen wurde aktualisiert (Stand 2018). Es wurde eine Karte über die Eigentumsverhältnisse und den Schutzstatus erstellt (Stand 2018).

### FFH-Erhaltungsgegenstand
Als FFH-Erhaltungsgegenstand werden auf 211,8 ha drei FFH-Lebensraumtypen nach Anhang I FFH-Richtlinie festgestellt: Die Kartierung der FFH-Lebensraumtypen und einiger Arten wurde als Anlage 8 aktualisiert (Stand 2018).
- 0,2 % Natürliche eutrophe Seen mit einer Vegetation der Tauchblattzone
- 99,1 % Flüsse der planaren bis montanen Stufe mit Vegetation des Flutenden Wasserhahnenfußes
- 0,7 % Magere Flachland-Mähwiesen (Wiesen-Fuchsschwanz, Großer Wiesenkopf)

Alle weisen einen ungünstigen Erhaltungszustand auf (Stand 2010).
Als FFH-Arten nach Anhang II und IV FFH-Richtlinie wurden 10 FFH-Arten festgestellt, davon 6 Fischarten:
- Rapfen
- Steinbeißer
- Nordseeschnäpel
- Meerneunauge
- Schlammpeitzger
- Flussneunauge
- Gemeine Flussmuschel
- Fischotter
- Wasserfledermaus
- Zwergfledermaus

Sie weisen einen guten bis ungünstigen Erhaltungszustand auf (Stand 2012).

### FFH-Erhaltungsziele
Für das FFH-Teilgebiet „Treene von Hollingstedt bis Friedrichsstadt“ gelten folgende Erhaltungsziele:
Lebensraumtypen nach Anhang I FFH-Richtlinie von gemeinschaftlichem Interesse:
- 3150 Natürliche eutrophe Seen

- 3260 Flüsse der planaren bis montanen Stufe
- 6510 Magere Flachland-Mähwiesen

Arten nach Anhang II und IV FFH-Richtlinie von gemeinschaftlichem Interesse und besonderer Bedeutung:
- 1032 Kleine Flussmuschel
- 1095 Meerneunauge
- 1099 Flussneunauge
- 1130 Rapfen

Arten nach Anhang II und IV FFH-Richtlinie von gemeinschaftlichem Interesse:
- 1145 Schlammpeitzger
- 1149 Steinbeißer
- 1355 Fischotter

### FFH-Analyse und Bewertung
Die FFH-Analyse und Bewertung befasst sich insbesondere mit dem Zustand der Gewässer und den Umgebungseinflüssen aus dem Umland des FFH-Teilgebietes. Insbesondere ist die Ursache für den beobachtete Rückgang der Röhrichtgebiete am Unterlauf der Treene noch nicht geklärt s. a. Anlage 11. Ein wichtiger Faktor ist der ständige Nährstoffeintrag aus den intensiv landwirtschaftlich genutzten Flächen auf Flora und Fauna.

### FFH-Maßnahmenkatalog
Die Erkenntnisse aus FFH-Analyse und Bewertung münden in einen Maßnahmenkatalog mit 6 notwendigen Erhaltungsmaßnahmen, 7 weitergehenden Entwicklungsmaßnahmen sowie 2 sonstigen Pflege- und Entwicklungsmaßnahmen für das Teilgebiet. Siehe auch Anlage 10 mit Karte zu einigen notwendigen Erhaltungsmaßnahmen (Stand März 2018), sowie in tabellarischer Form als Maßnahmenblätter für Flusslauf und Grünland mit Zeithorizont.

### FFH-Erfolgskontrolle und Monitoring der Maßnahmen
In Schleswig-Holstein wird für NATURA 2000-Gebiete alle 6 Jahre stichprobenartig die Umsetzung der Maßnahmen überprüft.
Von 2006 bis 2012 wurde für die Berichtsperiode 2007–2012 ein FFH-Folgemonitoring mit Kartierung der FFH-Lebensraum- und Biotoptypen für das Teilgebiet fertiggestellt. Die Übersichtskarten 4 von 6, 5 von 6 und 6 von 6 zeigen die Anzahl und Lage der Teilkarten des FFH-Teilgebietes
- Karte 26 Treene vom Nordrand Hollingstedt bis Südrand Hollingstedt: FFH-Lebensraumtypen[191], FFH-Biotoptypen[192]
- Karte 27 Treene Südrand Hollingstedt bis Pumpwerk Moorgraben: FFH-Lebensraumtypen[211], FFH-Biotoptypen[212]
- Karte 28 Treene südl. Pumpwerk Moorgraben bis Höppelmoorweg bei Wohlde: FFH-Lebensraumtypen[213], FFH-Biotoptypen[214]
- Karte 29 Östliche Hälfte des Wilden Moors mit Treene: FFH-Lebensraumtypen[215], FFH-Biotoptypen[216]
- Karte 33 Treene vom Knabshusenweg östlich Wohlde bis Fresendelfer Fähre: FFH-Lebensraumtypen[217], FFH-Biotoptypen[218]
- Karte 34 Treene südl. Fresendelfer Fähre bis Alte Treeneschleife an der K56: FFH-Lebensraumtypen[219], FFH-Biotoptypen[220]
- Karte 35 Treenebogen am Osterkoog: FFH-Lebensraumtypen[221], FFH-Biotoptypen[222]
- Karte 36 Treene von Süderhöft bis Kuhfennenweg bei Hude: FFH-Lebensraumtypen[223], FFH-Biotoptypen[224]
- Karte 37 Treene bei Schwabstedt: FFH-Lebensraumtypen[225], FFH-Biotoptypen[226]
- Karte 38 Treene westl. Schwabstedt bis westl. Kleinmittelburg: FFH-Lebensraumtypen[227], FFH-Biotoptypen[228]
- Karte 39 Treene westl. Kleinmittelburg bis westl. Ziegelhof: FFH-Lebensraumtypen[229], FFH-Biotoptypen[230]
- Karte 40 Treene westl. Ziegelhof bis Friedrichstadt: FFH-Lebensraumtypen[194], FFH-Biotoptypen[231]

### Bildergalerie

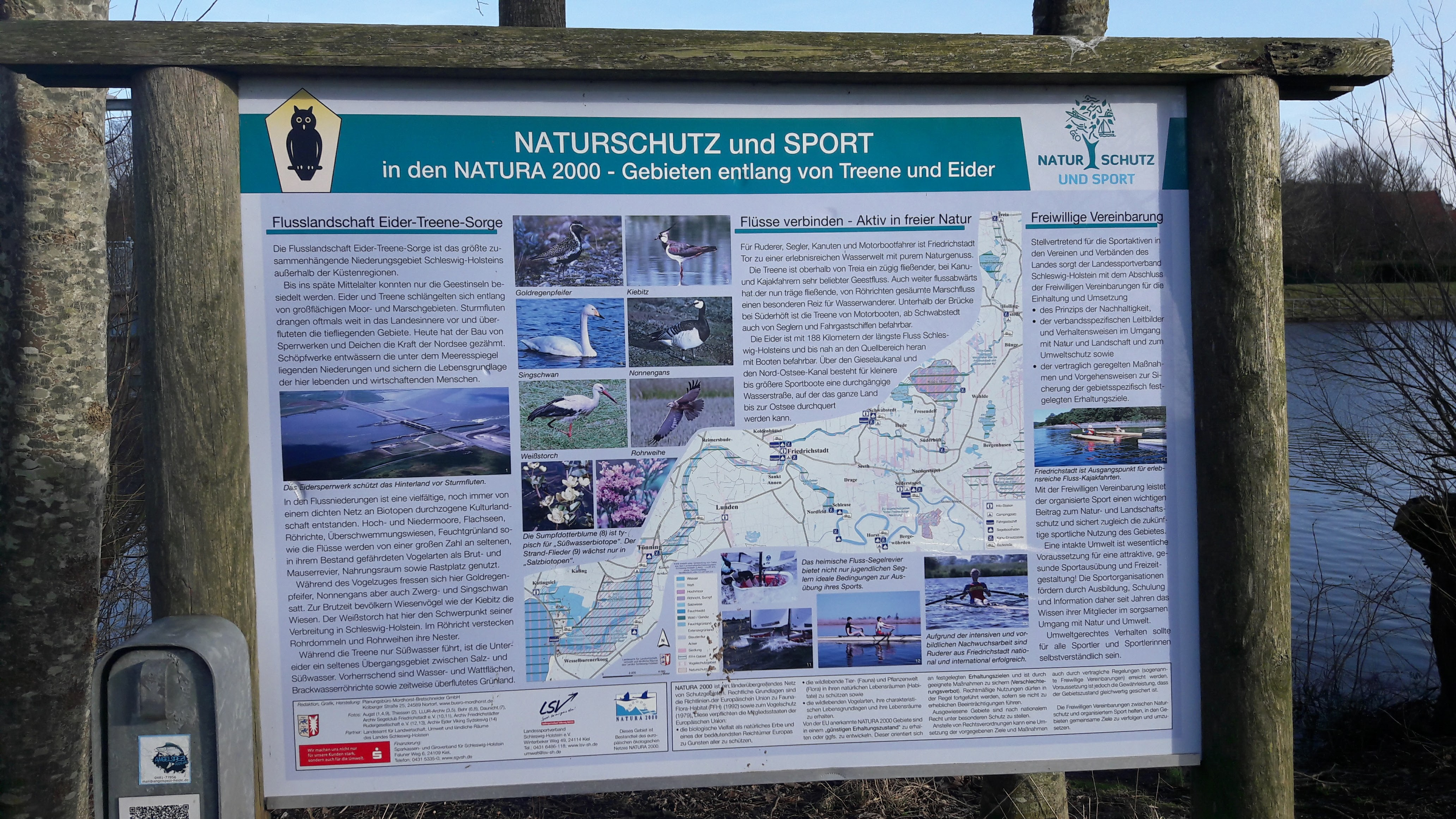
FFH-Gebiet Friedrichstadt
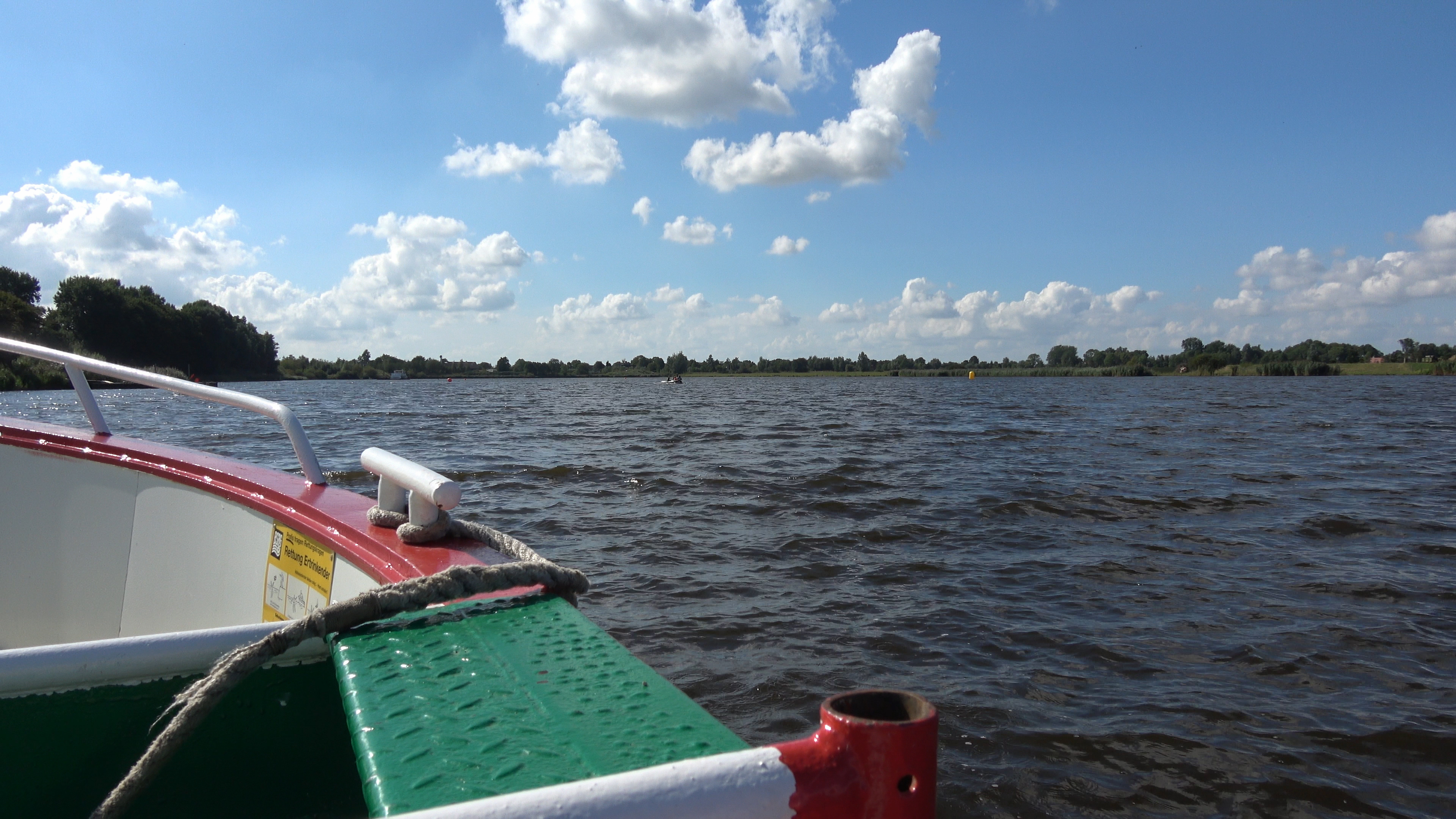
Ende der Treene bei Friedrichstadt
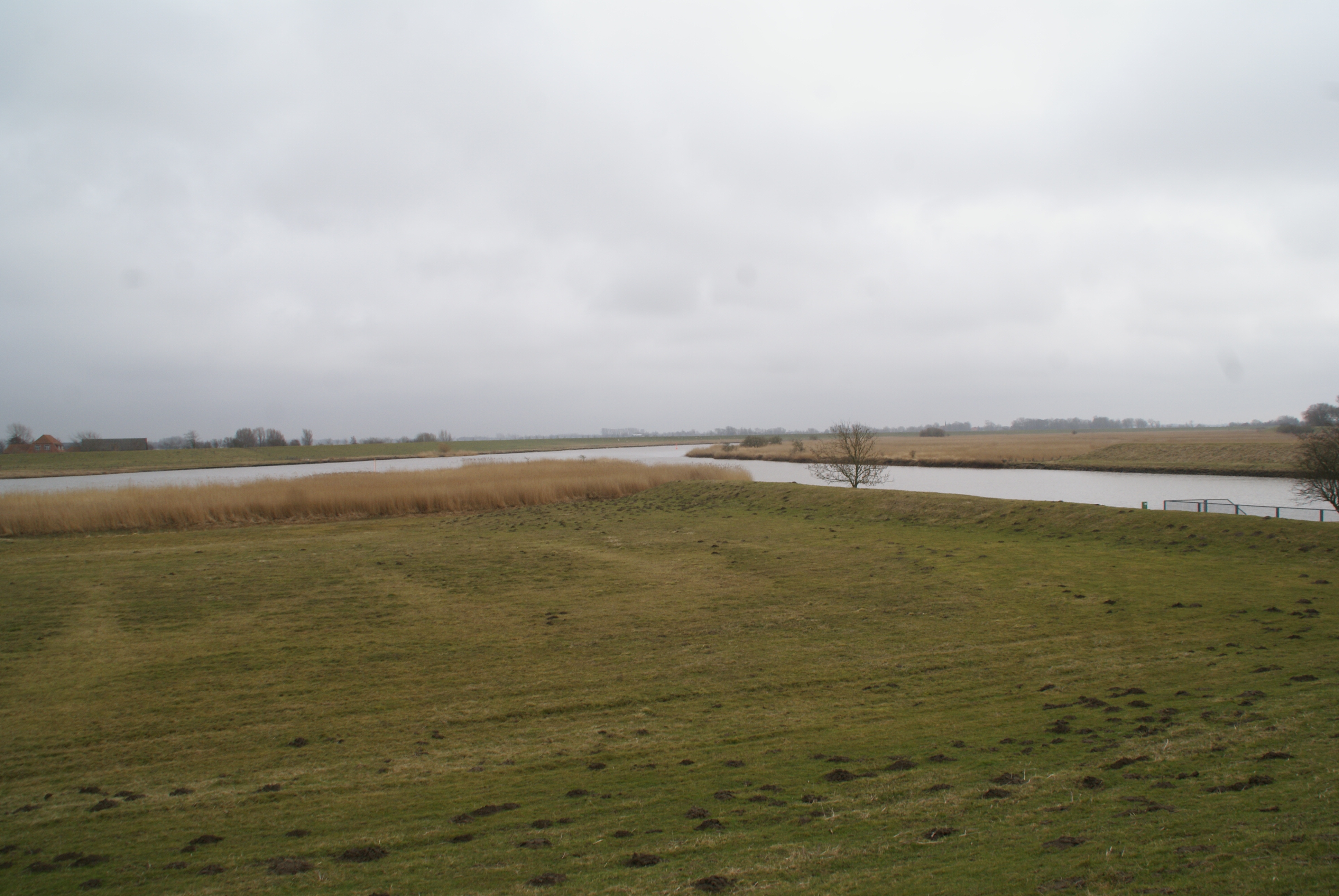
Hinter der Schleuse in Friedrichstadt fließt die Treene in die Eider

## FFH-Teilgebiet NSG Wildes Moor

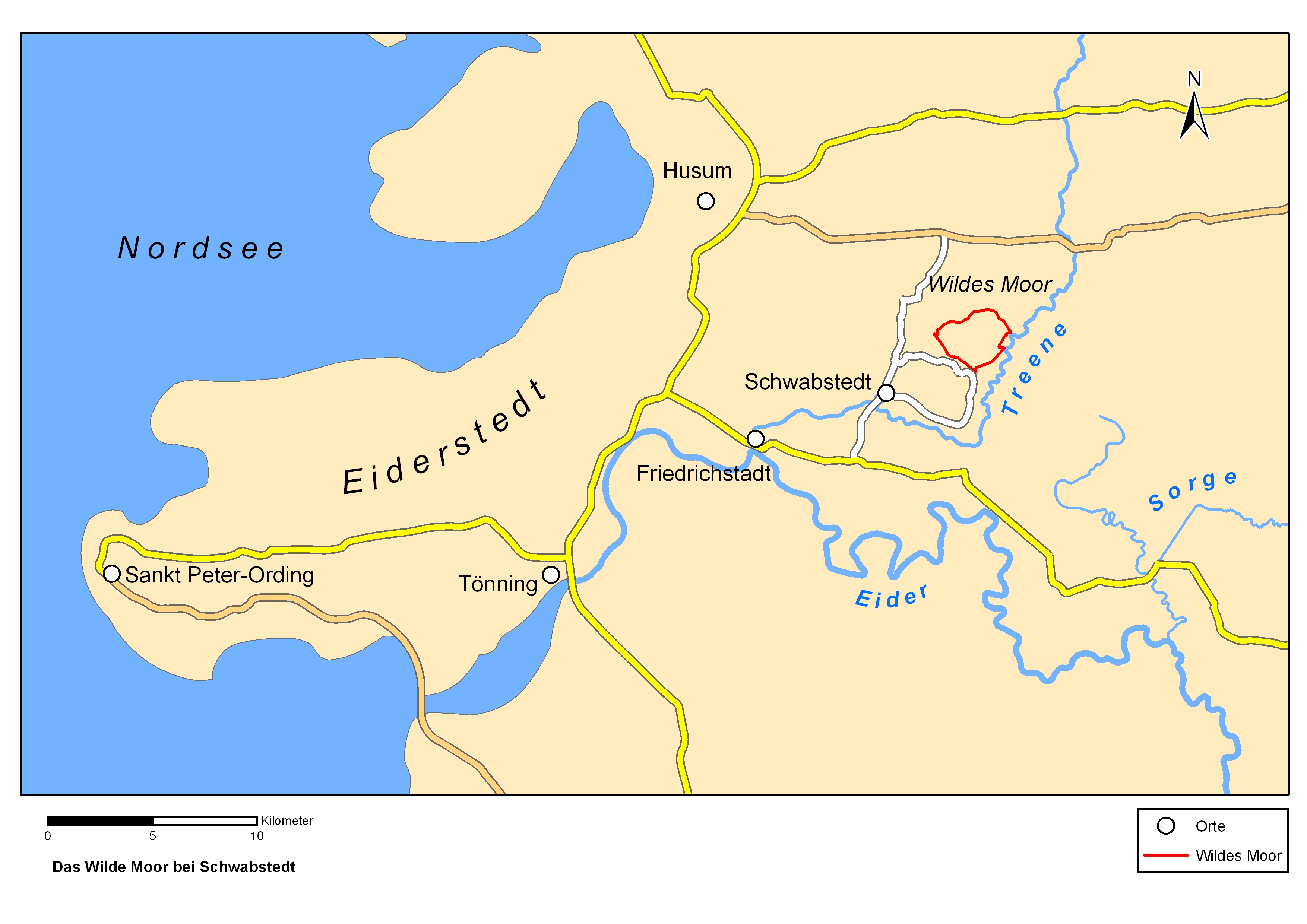
Wildes Moor bei Schwabstedt

Das Teilgebiet „NSG Wildes Moor“ befindet sich am Westufer der Treene zwischen Wohlde und Winnert, und ist 631 ha groß. Ursprünglich zum eigenständigen FFH-Gebiet erklärt, ist es nun Teilgebiet des FFH-Gebietes „Treene Winderatter See bis Friedrichstadt und Bollingstedter Au“. Im Oktober 2015 wurde für das FFH-Teilgebiet NSG Wildes Moor ein gesonderter Managementplan durch die Stiftung Naturschutz Schleswig-Holstein aufgestellt. Der Managementplan behandelt auch die Aspekte des EU-Vogelschutzgebietes DE 1622-493 „Eider-Treene-Sorge-Niederung“ von dem das NSG Wildes Moor ein Teilgebiet ist, s. Karte. Der größte Teil des Moores befindet sich in öffentlichem Eigentum. Nur ein kleiner Teil insbesondere an den Randflächen wird als Weide genutzt. Der Rest ist der Nutzung entzogen.

### FFH-Erhaltungsgegenstand
Als FFH-Erhaltungsgegenstand werden auf 485,8 ha vier FFH-Lebensraumtypen nach Anhang I FFH-Richtlinie und 1 FFH-Art des Anhang IV FFH-Richtlinie festgestellt: Die Kartierung der FFH-Lebensraumtypen im Teilgebiet ist als Anlage 10 veröffentlicht.
FFH-Lebensraumtypen nach Anhang I FFH-Richtlinie:
- Natürliche eutrophe Seen mit einer Vegetation der Tauchblattzone

- Pfeifengraswiesen auf kalkreichem Boden, torfigen u. tonig-schluffigen Böden (Feuchtwiesen)
- Noch renaturierungsfähige degradierte Hochmoore
- Übergangs-und Schwingrasenmoore

FFH-Art des Anhang IV FFH-Richtlinie:
- Moorfrosch

### FFH-Erhaltungsziele
Für das FFH-Teilgebiet wurden folgende Erhaltungsziele festgelegt und kartiert:.
FFH-Lebensraumtypen nach Anhang I FFH-Richtlinie von besonderer Bedeutung:
- Natürliche eutrophe Seen mit einer Vegetation der Tauchblattzone

- Pfeifengraswiesen auf kalkreichem Boden, torfigen u. tonig-schluffigen Böden (Feuchtwiesen)
- Noch renaturierungsfähige degradierte Hochmoore
- Übergangs-und Schwingrasenmoore

### FFH-Analyse und Bewertung
Das langfristige Entwicklungsziel dieses FFH-Teilgebietes ist die Wiederherstellung des Zustandes eines Hochmoores vor der großflächigen Torfgewinnung. Hierzu wurde eine eingehende Analyse und Bewertung durchgeführt.

### FFH-Maßnahmenkatalog
Aus FFH-Analyse und Bewertung wurde ein Maßnahmenkatalog erstellt. Als zentrale Maßnahme zur Befolgung des Verschlechterungsverbotes, das für alle FFH-Gebiete gesetzlich festgeschrieben ist, ist die Fortsetzung der Vernässungsmaßnahmen des FFH-Teilgebietes, die bereits in den 70er Jahren des vorigen Jahrhunderts begonnen wurden, s. a. Abb. 7 des MP. Die Maßnahmen sind in einem Maßnahmenblatt für das Moorgebiet und eines für die restlichen Flächen in tabellarischer Form festgehalten. Diese wurden durch Kartierung der notwendigen Erhaltungs-, der weitergehenden Entwicklungs- und der sonstigen Pflege und Entwicklungsmaßnahmen ergänzt.

### FFH-Erfolgskontrolle und Monitoring der Maßnahmen
In Schleswig-Holstein wird für NATURA 2000-Gebiete alle 6 Jahre stichprobenartig die Umsetzung der Maßnahmen überprüft.
Von 2006 bis 2012 wurde für die Berichtsperiode 2007–2012 ein FFH-Folgemonitoring mit Kartierung der FFH-Lebensraum- und Biotoptypen für das Teilgebiet fertiggestellt. Eine Übersichtskarte zeigt die Anzahl der Karten für dieses Teilgebiet.
- Karte 29 Östliche Hälfte des Wilden Moors mit Treene: FFH-Lebensraumtypen[215], FFH-Biotoptypen[216]
- Karte 30 Nordostteil Wildes Moor: FFH-Lebensraumtypen[249], FFH-Biotoptypen[250]
- Karte 31 Nordwestteil Wildes Moor: FFH-Lebensraumtypen[251], FFH-Biotoptypen[252]
- Karte 32 Südwestteil Wildes Moor: FFH-Lebensraumtypen[253], FFH-Biotoptypen[254]
- Karte 33 Treene vom Knabshusenweg östlich Wohlde bis Fresendelfer Fähre: FFH-Lebensraumtypen[217], FFH-Biotoptypen[218]

### Bildergalerie

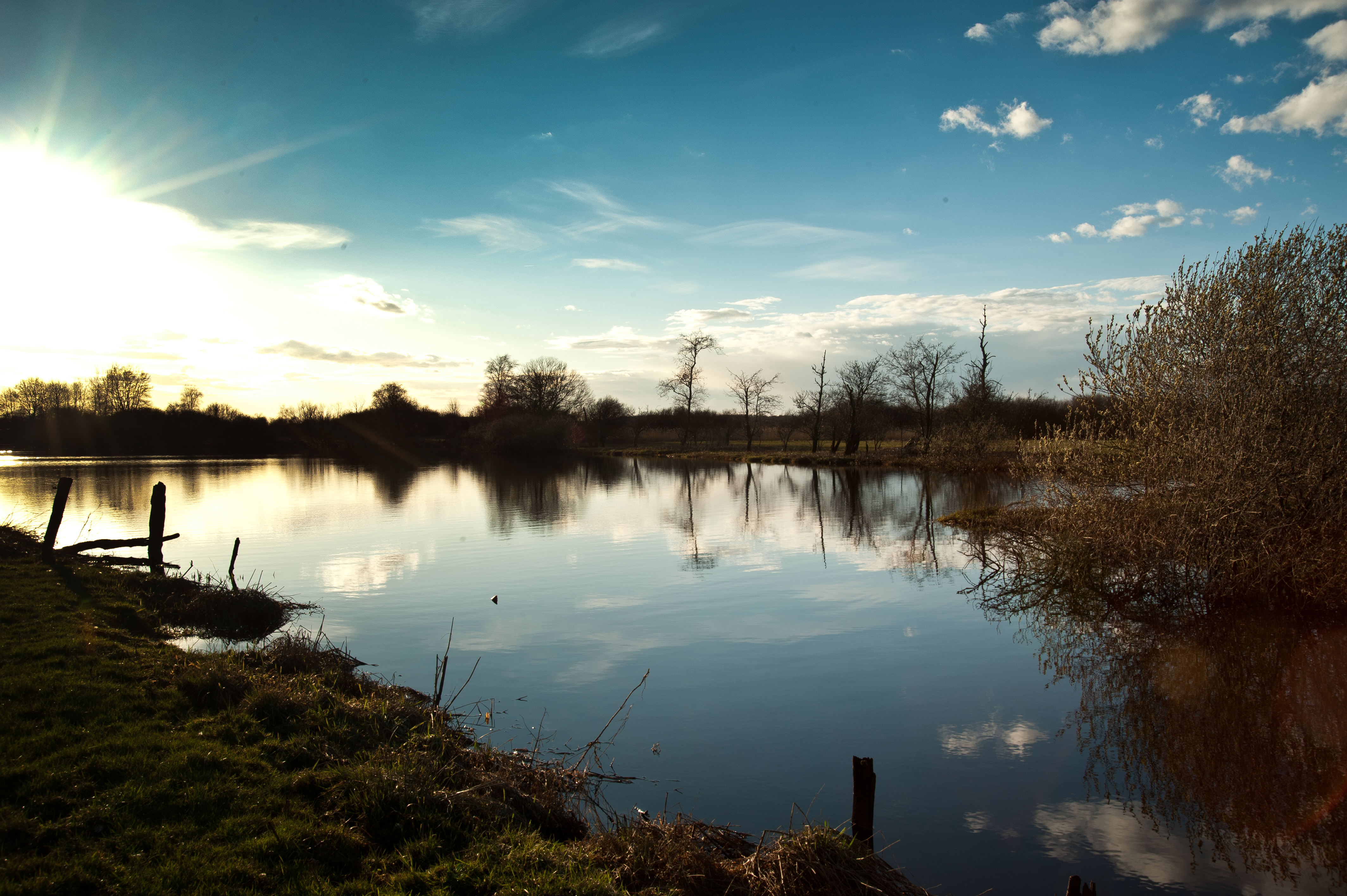
Wildes Moor bei Schwabstedt
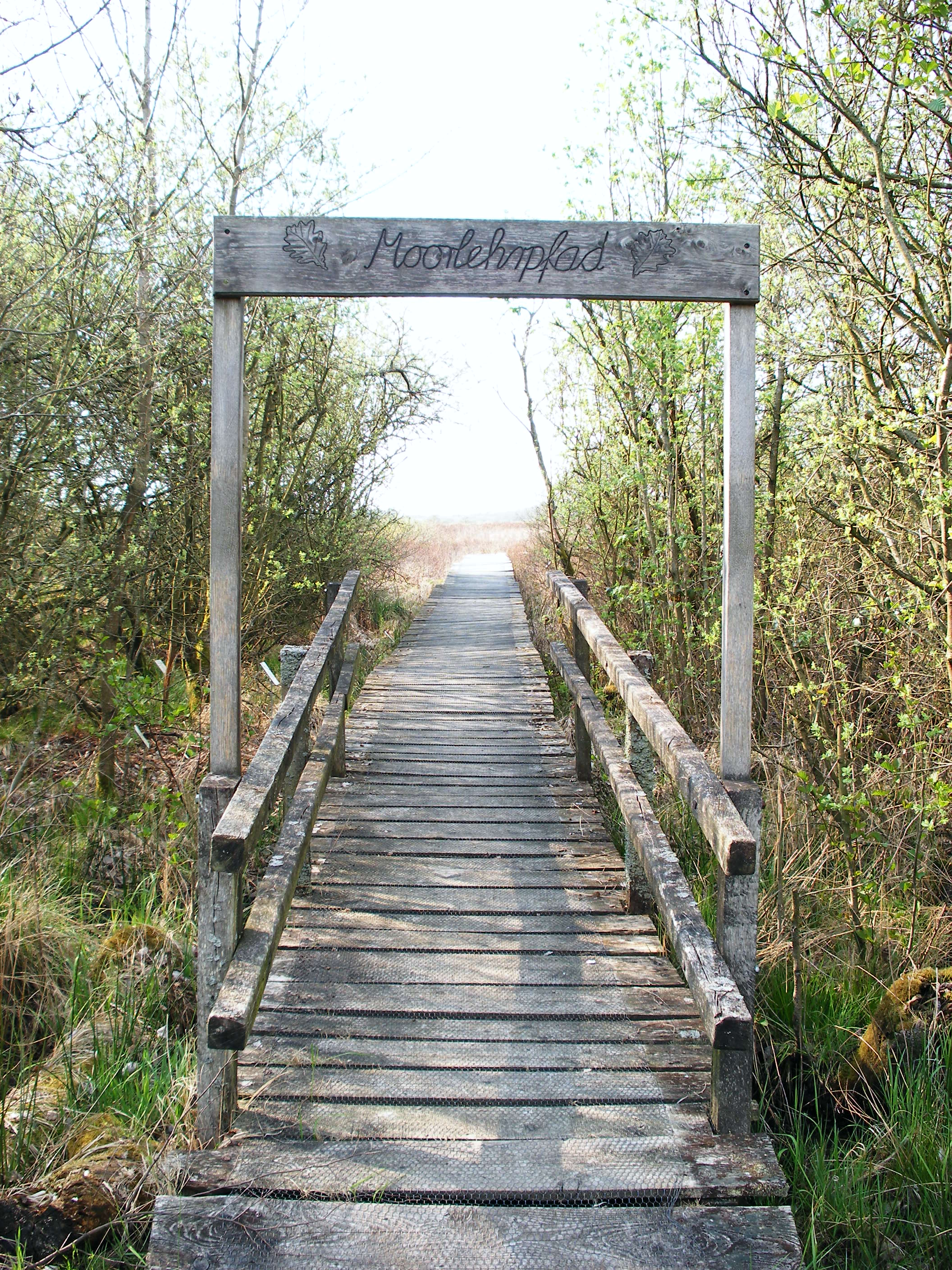
Moorlehrpfad Wildes Moor bei Schwabstedt
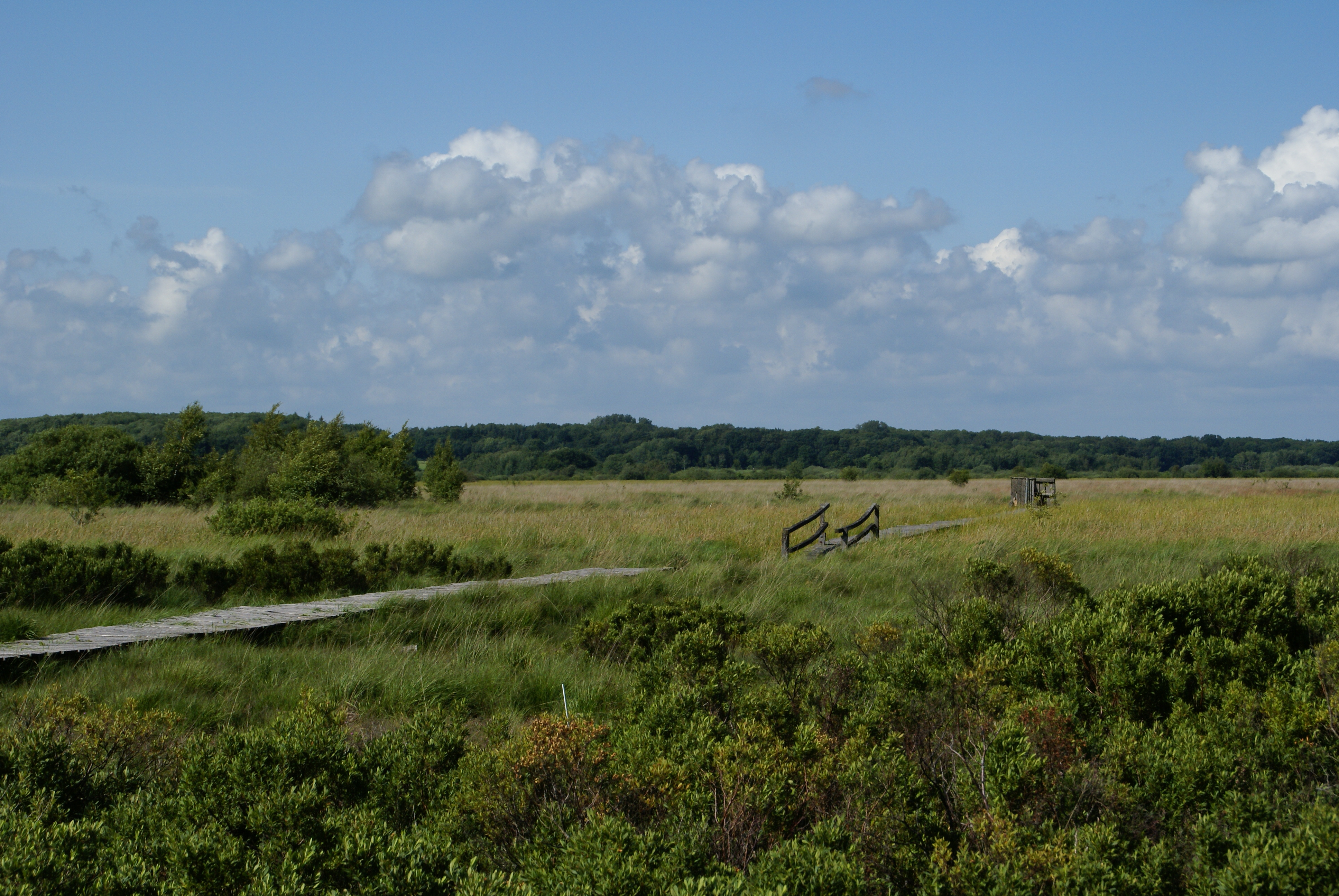
Hochsteg im Wilden Moor
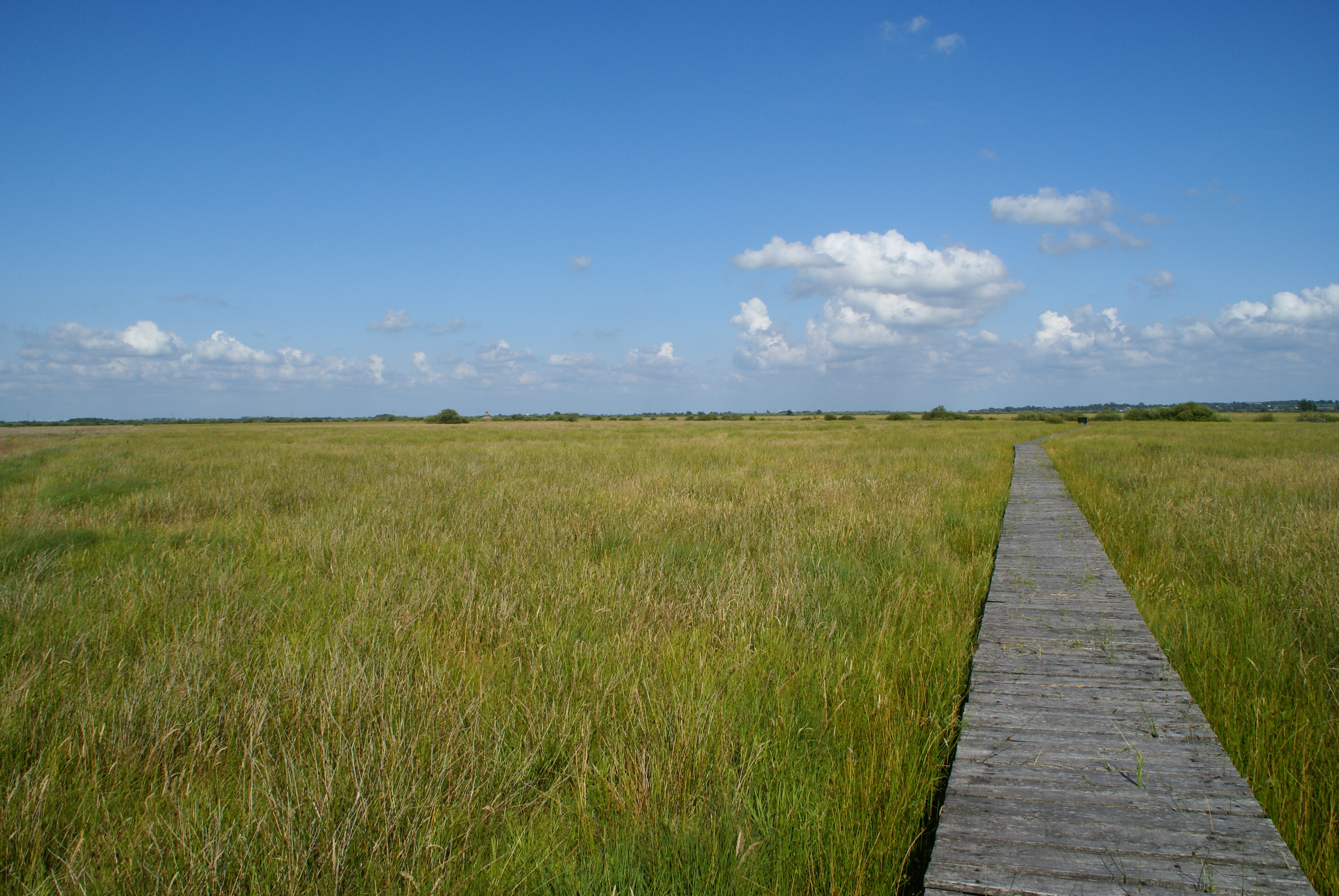
Hochsteg im Hochmoor des Wilden Moores
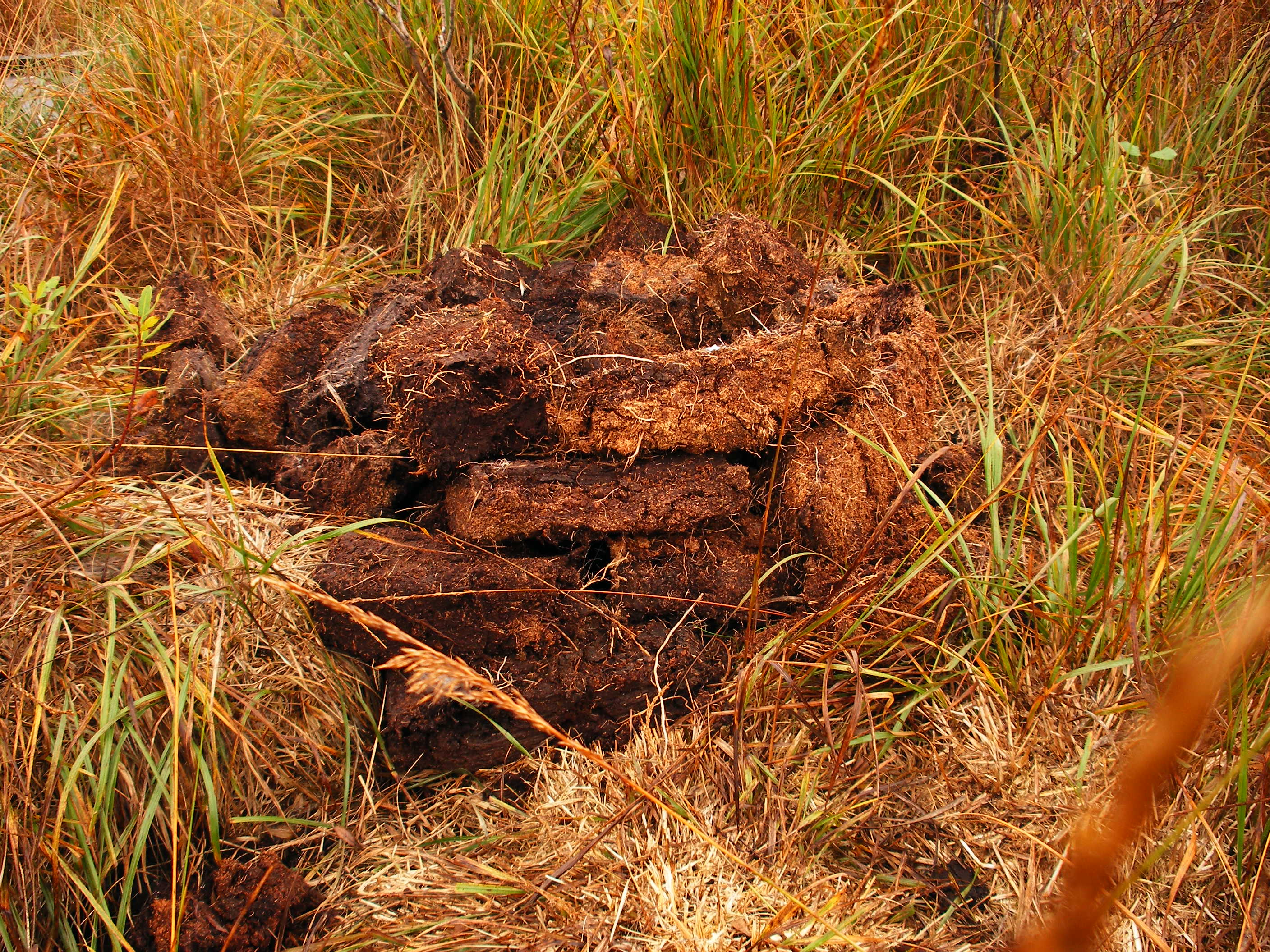
Alter Torfstich im Wilden Moor

## FFH-Teilgebiet SHSL-Flächen
Bei dem Teilgebiet „SHSL-Flächen“ handelt es sich um das Waldgebiet Büschauer Gehege am östlichen Treeneufer zwischen Langstedt und Sollerup, soweit sie Teil des FFH-Gebietes ist. Es hat eine Fläche von 220 ha und gehört zum schleswig-holsteinischen Naturraum Geest. Es besteht fast zur Hälfte aus Nadelwald im Alter von 20 bis 40 Jahren, der auf ehemaligen Heideflächen durch Aufforstung entstanden ist. Nur 4 % sind bis zu 140 Jahre alter Eichen- und Buchenwald. Für das Teilgebiet wurde im August 2012 vom Landesamt für Landwirtschaft, Umwelt und ländliche Räume im Auftrag des Ministeriums für Energiewende, Landwirtschaft, Umwelt und ländliche Räume der erste Managementplan veröffentlicht.

### FFH-Erhaltungsgegenstand
Als FFH-Erhaltungsgegenstand wurden 7 FFH-Lebensraumtypen nach Anhang I FFH-Richtlinie mit 35,4 ha Fläche festgeschrieben. Der Bestand an FFH-Lebensraumtypen und Biotoptypen wurden für das Teilgebiet kartiert.
- Trockene europäische Heiden
- Feuchte Hochstauden
- Planare Flachland-Mähwiesen
- Übergangs- und Schwingrasenmoore
- Hainsimsen-Buchenwald
- Alte bodensaure Eichenwälder auf Sandebenen mit Stieleichen
- Moorwälder

Alle FFH-Lebensraumtypen befinden sich in einem ungünstigen Erhaltungszustand.

### FFH-Erhaltungsziele
Die FFH-Erhaltungsziele entsprechen den o.a. FFH-Erhaltungsgegenständen:
- Trockene europäische Heiden
- Feuchte Hochstauden
- Planare Flachland-Mähwiesen
- Übergangs- und Schwingrasenmoore
- Hainsimsen-Buchenwald
- Alte bodensaure Eichenwälder auf Sandebenen mit Stieleichen
- Moorwälder

### FFH-Analyse und Bewertung
Die FFH-Erhaltungsziele wurden einer eingehenden Analyse und Bewertung unterzogen. Durch den Klimawandel mit verstärkt auftretenden Stürmen ist die zentrale Aufgabe der Umbau der Wälder weg von den nicht standorttypischen Nadel- hin zu sturmfesteren Laubwäldern mit heimischen Gehölzen. Zur Erhaltung der Moore ist eine Erhöhung der Wasserstände durch Verschluss von Entwässerungsgräben erforderlich. Grünflächen sind vermehrt einer extensiven Nutzung zu überführen, um die Nitratbelastung der nahen Fließgewässer Treene und Büschau zu verringern.

### FFH-Maßnahmenkatalog
Aus Analyse und Bewertung wurde ein Maßnahmenkatalog erstellt und in tabellarischer Form in 8 Maßnahmenblättern sowie einer Karte erfasst.

### FFH-Erfolgskontrolle und Monitoring der Maßnahmen
In Schleswig-Holstein wird für NATURA 2000-Gebiete alle 6 Jahre stichprobenartig die Umsetzung der Maßnahmen überprüft.
Von 2006 bis 2012 wurde für die Berichtsperiode 2007–2012 ein FFH-Folgemonitoring mit Kartierung der FFH-Lebensraum- und Biotoptypen für das FFH-Teilgebiet fertiggestellt:
- Karte 14 Treene von Eggebek Süd bis Jerrisbek: FFH-Lebensraumtypen[167], FFH-Biotoptypen[168]
- Karte 15 Treene von Jerrisbek bis Sollerup: FFH-Lebensraumtypen[169], FFH-Biotoptypen[170]
- Karte 16 Treene bei Sollerup: FFH-Lebensraumtypen[171], FFH-Biotoptypen[172]